# История Ирана
История Ирана (перс. تاریخ ایران‎) — одна из древнейших в мире. На протяжении веков эта страна играла ключевую роль на Востоке.
Историю Ирана часто делят на два периода: домусульманский и мусульманский. Исламизация иранского общества привела к фундаментальным изменениям его культурной, социальной и политической структуры. Однако и после принятия ислама прежние духовные ценности отнюдь не исчезли. Более того, они оказали сильное влияние на зарождавшуюся в стране новую культуру, которую ряд учёных называет иранским исламом. В современном Иране сохраняются многие домусульманские традиции и обряды.

## Доисторический период
В эпоху среднего палеолита на территории Ирана обитали неандерталоподобные палеоантропы, носители мустьерской культуры.
Верхний палеолит в Иране наступил около 36 тыс. лет назад, когда неандертальцы исчезли, а на их место пришли кроманьонцы, относившиеся к барадостской культуре. Около 18 тыс. лет назад барадостскую культуру вытеснила зарзийская культура, возможно, родственная предыдущей.

## Древнеписьменный период

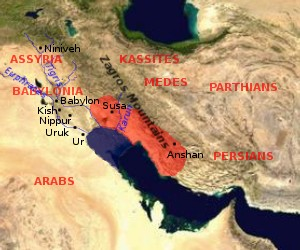
Древний Иран. Первое государственное образование — Элам (выделен красным) и соседние народы — персы, парфяне, мидийцы, касситы, а также государства — Вавилония и Ассирия

В древнеписьменный период сильнейшим государством на территории Ирана был Элам. Он соперничал с рядом других государств, в том числе с шумерами.
Восточная часть Ирана входила в сферу влияния цивилизации долины Инда и родственных ей культур. В эпоху неолита предки данной культуры, по-видимому, занимали всю территорию Ирана и лишь позднее мигрировали на восток.
На востоке Ирана современными археологами выделена также джирофтская культура (Шахри-Сухте) раннего бронзового века (3 — 1 тыс. до н. э.).
К 2700 году до н. э. шумеры начинают хоронить своих царей вместе с колесницами. Эти погребения найдены в эламском городе Сузы.

## Персы в домусульманский период
Неизвестно, в какое время иранские племена проникли из Средней Азии в Иран. Наиболее вероятно, что это произошло 2000—1500 лет до н. э. Нельзя также определить с достоверностью, когда полукочевые иранцы впервые объединились в прочный государственный организм. Существование сильного (бактрийского) государства в восточной части Иранского плоскогорья сомнительно.

### Мидия
Первое иранское государство было основано в VII веке до н. э. племенем мидийцев. Мидийцы подчинили себе весь Западный Иран, может быть, также часть восточноиранских племен; они же стояли во главе коалиции, уничтожившей ассирийское государство. Как далеко распространялась слава мидийского государства, видно из того, что ещё в V веке греки называли персов мидийцами.

### Ахемениды

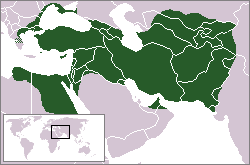
Держава Ахеменидов

В VI веке до н. э. мидийцев сменили персы, жившие на крайнем юго-западе Ирана, в Фарсе, вероятно, также в Хузестане. Основатель персидской монархии Кир Великий (558—529 до н. э.), происходивший из рода Ахеменидов, завоевал всю Западную Азию и всю восточную часть иранского мира до Сырдарьи; его столицей был город Пасаргады в Фарсе, в долине реки Польвар.
Камбиз II (529 до н. э.—522 до н. э.) присоединил к этим завоеваниям Древний Египет и часть Эфиопии. Смерть его вызвала смуты (см. Бардия), после которых престол перешёл к младшей линии Ахеменидов в лице Дария Гистаспа (521 до н. э.—486 до н. э.).
Дарий I усмирил восстания, вспыхнувшие во всех частях монархии, упрочил престол Ахеменидов и дал государству правильное устройство. Пределы государства были расширены покорением некоторых среднеазиатских и индийских народов и подчинением части Балканского полуострова. Подвиги царя описаны в знаменитой Бехистунской надписи, где перечислены также подвластные ему народы. Дарию принадлежит введение в Персии правильной (золотой) монетной системы; при нём же окончательно утвердилась религия Зороастра. К религиям покорённых народов персидское правительство относилось с величайшей терпимостью. Главным городом монархии были в это время Сузы (в Хузестане); кроме того, Дарий положил начало Персеполю на Пульваре, несколько ниже Пасаргады.
Неудачи Ксеркса (486 до н. э.—465 до н. э.) в Греции не поколебали персидского могущества в Азии, кроме берегов Средиземного моря, но уменьшили авторитет центрального правительства и положили начало дезорганизации, ещё усилившейся при Артаксерксе I (464 до н. э.—425 до н. э.).
При Дарии II (424 до н. э.—405 до н. э.) от Персии отделился Египет и более полувека оставался независимым.
Артаксерксу II (405 до н. э.—361 до н. э.) события в Греции позволили восстановить (по Анталкидову миру 387 до н. э.) персидское владычество в Малой Азии и на Средиземном море.
Энергичный и даровитый Артаксеркс III (361 до н. э.—338 до н. э.) вновь покорил Египет.

#### Государственное устройство Персии
Своей правительственной системой Персия обязана была Дарию I. Каждый из покоренных народов сохранял свой язык, свою религию, свои нравы, законы, нередко и своих национальных вождей, но над всем господствовала общая администрация. Государство было разделено на сатрапии, которых, по Геродоту, было 20, но судя по надписям — от 23 до 31. Во главе каждой сатрапии стоял сатрап, начальник гражданского и финансового управления; главной обязанностью его было наблюдение за правильным поступлением податей и налогов и за возделыванием земли, служившей главным источником благосостояния жителей и государства. Наряду с сатрапом стоял царский секретарь, через которого сатрап получал приказания царя, и командующий войсками, получавший приказания непосредственно от царя. Ежегодно и даже чаще страну объезжали особые инспекторы («глаза и уши царя»), ревизовавшие сатрапии с полномочиями вводить реформы и даже удалять сатрапов от должности.
Между столицей государства, Сузами, и провинциями, не исключая самых отдалённых, было установлено сообщение посредством конных курьеров (Ангары). Каждая сатрапия обязана была уплачивать ежегодно два налога: один — золотом и серебром, другой — натурой. Благодаря первому в казначействе персидских царей накапливались громадные богатства в слитках; второй шёл на содержание царского двора, на жалованье сатрапам и должностным лицам и на содержание армии. Египет, например, поставлял хлеб, Киликия — лошадей, Мидия — лошадей, мулов и рогатый скот, Армения — жеребят, Эфиопия — чёрное дерево и слоновую кость. Одна Персия была освобождена от налогов и, как это было при Кире и Камбизе, ограничивалась добровольными приношениями.

#### Культура Персии
Завоевания Кира внесли в среду персов ассирийскую и лидийскую роскошь. От мидийцев перешло к персам господство магов, которых стали считать единственными посредниками между людьми и божеством; у мидийцев же персы заимствовали их костюмы и вооружение. Воспитание у персов было направлено к развитию воинственного духа, чувства чести, правдивости и любви к славе. Храбрость на войне и верность царю были высшими добродетелями в глазах персов; чинопочитание было у них основой обыденных отношений. Из искусств процветали у персов только скульптура и архитектура. Представителями науки были исключительно иностранцы: при дворе персидских царей жили греческие врачи, греческие и финикийские инженеры, египетские художники. В общем, цивилизацию древних персов нельзя ставить вровень с цивилизациями Египта и Вавилона; несомненно, однако, что монархия Ахеменидов при всех недостатках своей администрации и при всех крайностях деспотизма в течение двух веков обеспечивала за Азией сравнительно гуманную, правильную и прочную правительственную систему.

### Александр Македонский
Объединение греческого мира под властью Филиппа Македонского вызвало поход Александра в Персию при Дарии III Кодомане (336 до н. э.—330 до н. э.). После долгой и упорной борьбы Александр подчинил себе все государство Ахеменидов.

### Селевкиды

Государство Селевкидов

После смерти Александра (323 до н. э.) его монархия скоро распалась на целый ряд государств под властью правителей частью греческого, частью туземного происхождения. Иран сначала принадлежал Селевкидам, владетелям Сирии, но уже через несколько лет после смерти Александра туземец Атропат основал государство в Мидии, которое от него получило название Атропатены. Значительнее были государства, образовавшиеся на Востоке, а именно Греко-бактрийское царство на крайнем северо-востоке Ирана (с 256 до н. э.) и парфянское в Хорасане.

### Парфия

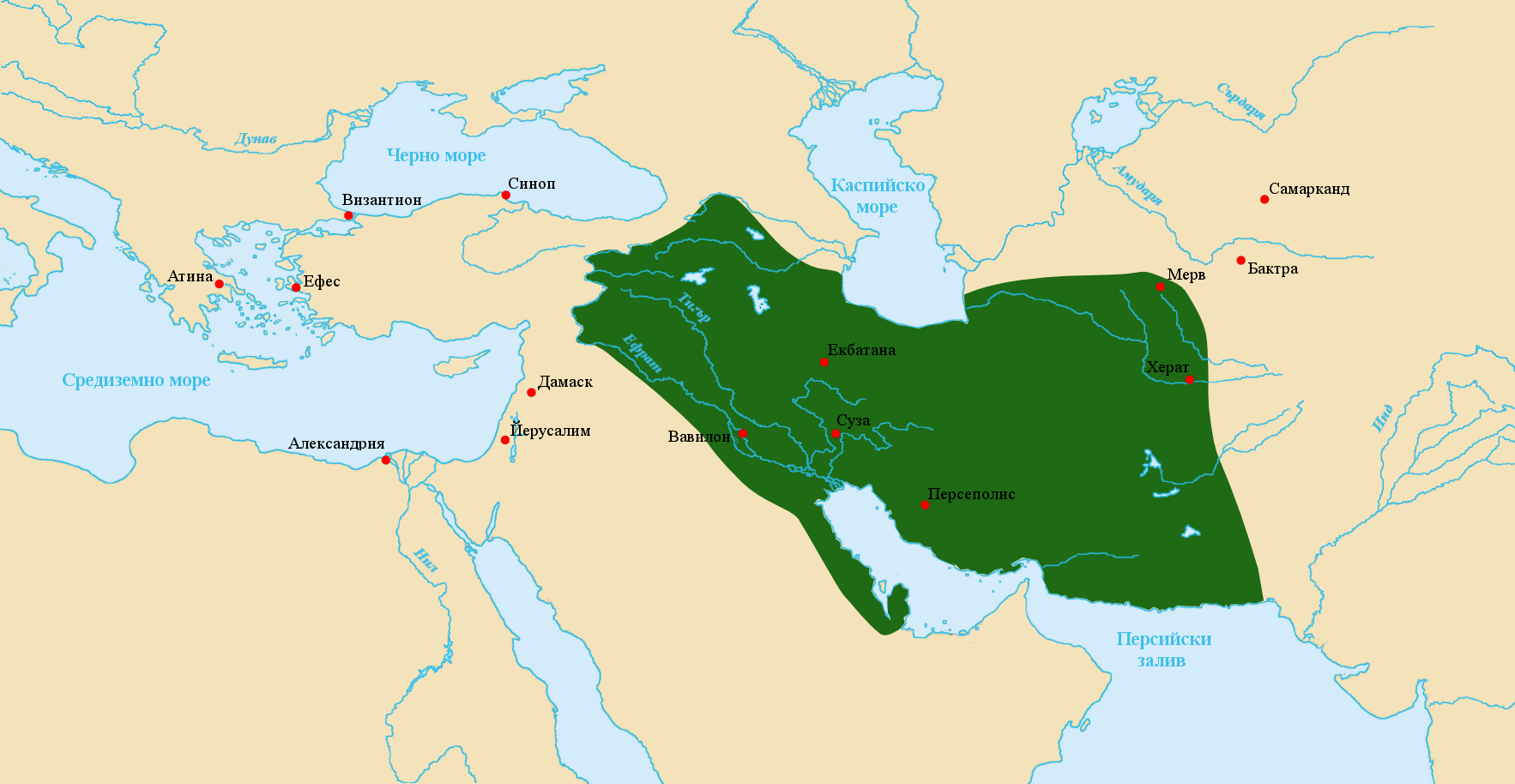
Парфянское царство

Царь Парфии Митридат I отнял у Селевкидов Персию, Месопотамию и завоевал часть греко-бактрийского государства до Гиндукуша. Он первый принял титул царя царей, чем объявил себя преемником Ахеменидов.
Со времени Августа римские императоры вмешивались в междоусобия за парфянский престол и часто могли считать парфянских царей своими вассалами. Наиболее чувствительный удар парфянам нанес Траян, завоевавший Армению и Месопотамию и занявший Ктесифон. При последнем Аршакиде, Артабане V (216—226 н. э.), римляне окончательно лишились Армении и части Месопотамии; блеск и независимость парфянской державы были восстановлены. Но в то же время в Фарсе, на родине Кира и Дария, произошло движение, положившее конец господству парфян. Ардашир, сын Папака, внук Сасана, один из местных владетелей, объединил под своей властью весь Фарс, после чего вступил в борьбу с Аршакидами.

### Сасаниды

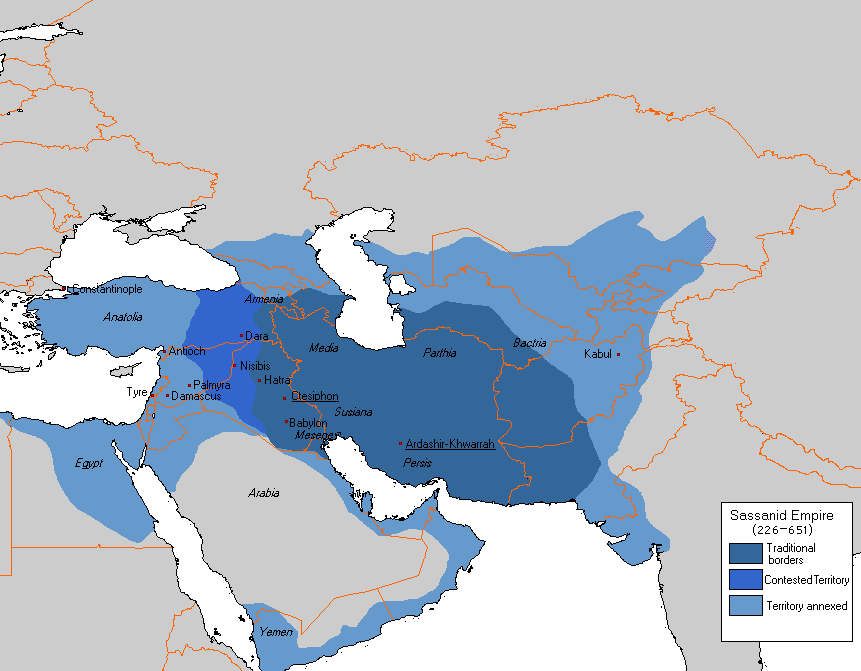
Государство Сасанидов

В 226 Артабан пал в битве, и престол «царя царей» перешёл к династии Сасанидов. Государство в общем сохранило прежнее устройство (господство земельной аристократии); сохранилось также деление на 18 провинций (сатрапий), которые, однако, иногда объединялись под властью 4-х главных наместников.
В отличие от государства Аршакидов вассальные династии продолжали существовать только в пограничных областях. Значение духовенства усилилось; религия Зороастра стала государственной в полном смысле слова (строгое преследование как иноверческой пропаганды, так и ересей). Администрация и финансовое управление были приведены в стройную систему; то и другое впоследствии послужило образцом для мусульманских владений в Персии; правителям последних никогда не удавалось довести порядок и доходность провинций до той степени, какой они достигали при Сасанидах.
Сасанидам, подобно парфянам, приходилось вести борьбу с римлянами (впоследствии — с византийцами) из-за Армении и Месопотамии и со среднеазиатскими народами на востоке.
Преемник Ардашира Шапур I (241—272 гг.) взял в плен императора Валериана и временно занял Антиохию. При нём началось движение манихеев, имевшее большое влияние на историю не только Азии, но и Европы; основатель секты, Мани, был казнен через несколько лет после смерти Шапура.
Одним из самых примечательных Сасанидов был Шапур II (309—379). Несмотря на временные успехи Юлиана, он отнял у римлян Месопотамию и Армению. При нём, как полагают, была установлена нынешняя редакция большей части Зенд-Авесты; при нём же произошло гонение на христиан. Шапур II, как и Шапур I, считается основателем целого ряда городов.
Попытка Йездигерда I (399—420) ослабить влияние аристократии и духовенства была неудачна; Йездигерд был убит, и его сын Варахран V (420—438 гг.), известный в персидской поэзии под именем Бахрам Гура, должен был править на прежних основаниях.
Йездигерд II (438—457) и Пероз (459—484) вели трудные войны с эфталитами, владевшими Бактрией и Согдианой; в борьбе с ними погиб Пероз, и эфталиты опустошили восточную часть государства.
При Каваде (488—531) возникла религиозная секта маздакитов, проповедовавшая полное равенство людей, общность имущества и женщин. Кавад сначала оказывал поддержку секте, чтобы с помощью низших классов ослабить аристократию и духовенство; впоследствии он был вынужден принять сторону господствующих сословий, и движение было подавлено потоками крови.
При Хосрове I Ануширване (531—579) государство Сасанидов достигло высшей степени процветания и внешнего могущества. На востоке он вместе с тюрками, в то время вторгнувшимися в Среднюю Азию, уничтожил государство эфталитов; на западе он занял Антиохию (540) и переселил жителей её в Персию; по договору 562 года коптские князья в Египте признали Хосрова своим сюзереном, а византийское правительство обязалось уплачивать ему ежегодную дань. Хосров подчинил своей власти также Йемен, откуда вытеснил абиссинцев, незадолго перед тем завоевавших страну. Внутри государства Хосров поддерживал порядок, опираясь на консервативные элементы (дворянство и духовенство), старался обуздать произвол чиновников, покровительствовал торговле и промышленности. Ему приписывается деление государства на четыре главных наместничества. Его царствование было золотым веком пехлевийской литературы. Последние греческие философы, изгнанные из Византии, были приняты Хосровом; ему была посвящена «Логика» Павла; многие сочинения греческих философов и математиков были переведены на пехлевийский язык. Хосрову приписывается постройка дворца в Ктесифоне, считавшегося у мусульман одним из величайших зданий на свете; теперь от него сохранились только незначительные остатки.
Сын Хосрова, Хормизд IV (579—590), в противоположность отцу, покровительствовал низшим классам в ущерб вельможам и духовенству; борьба кончилась для него неудачно, он умер в тюрьме.
Хосров II Парвиз (590—628), восстановивший порядок с помощью византийских войск, впоследствии возобновил войну с Византией; персы заняли все азиатские владения Византии и Египет, но победы Ираклия возвратили Византии её прежние владения и нанесли смертельный удар государству Сасанидов. Непомерные налоги, вызванные войной, и успехи византийцев были причиной восстания, в котором принимали выдающееся участие оскорбленные Хосровом христиане. Хосров был низложен и казнен; после некоторых междоусобиц на престол был возведён малолетний Йездигерд III (632).
См. также: Шахнаме

## Арабское завоевание

Праведный халифат

Расширение при Мухаммеде, 622–632 гг.  Расширение во время Праведного халифата, 632–661 гг.  Расширение во время Омейядского халифата, 661–750 гг.

### Падение Сасанидов
Беспорядки в государстве Сасанидов содействовали успеху арабских завоевателей. Вторжения арабов начались уже в 633 г.; битва при Кадисии (636 или 637 г.) имела последствием занятие Месопотамии и столицы государства Ктесифона, битва при Нехавенде (642 г.) — занятие большей части Ирана. Йездигерд III удалился в Мерв, откуда надеялся продолжать борьбу с помощью тюрков; но в 651 г. он был изменнически убит.

### Омейяды

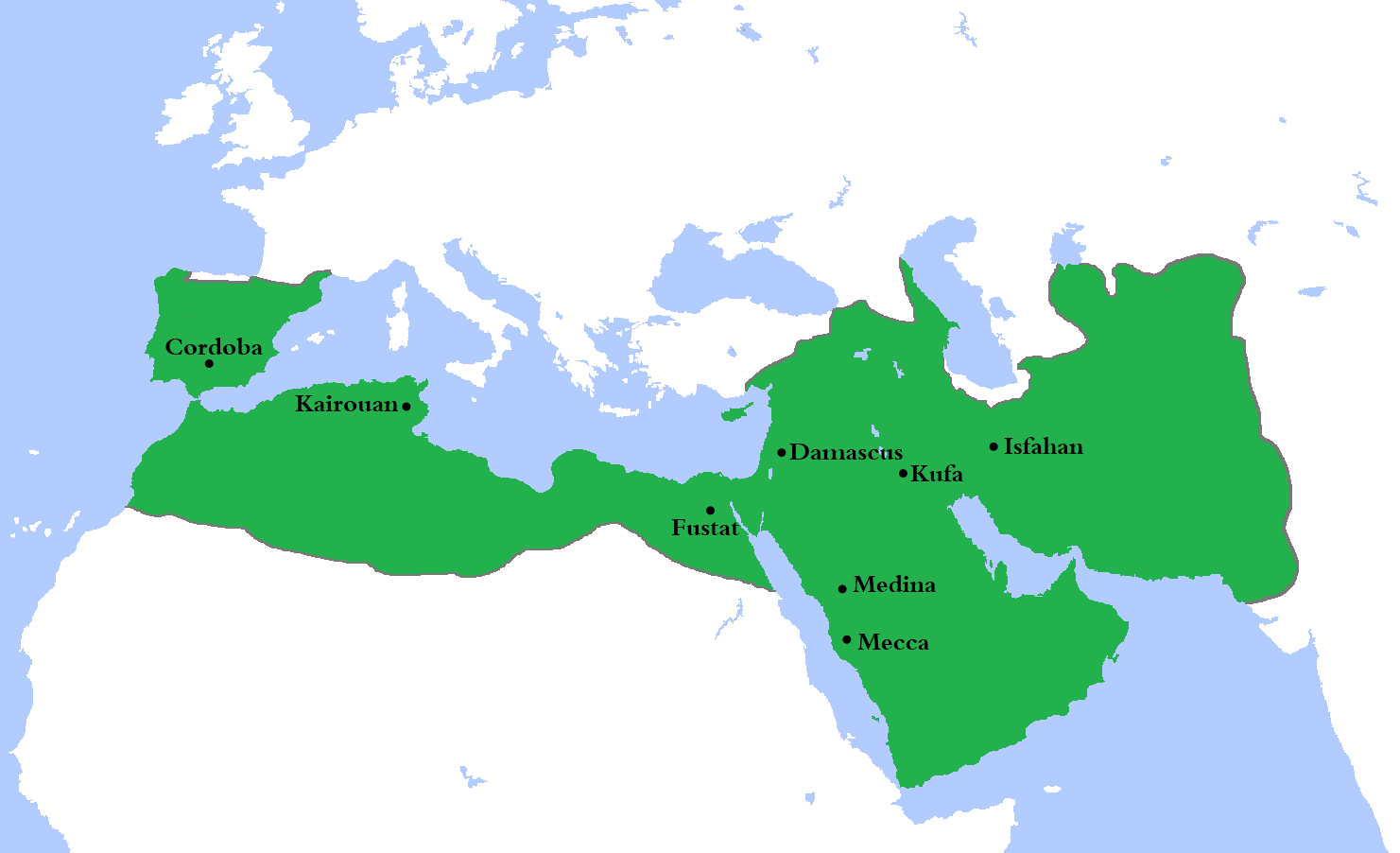
Омейядский халифат

После падения древней столицы Персии (— Истахра, 650) — вся Персия попала под власть арабов, и ею стали управлять арабские наместники. Большая часть населения нашла выгодным принять несторианство или ислам, но в исламе стала преимущественно в ряды шиитов, потому что шииты, борясь за права Али и его потомков, тем самым стояли в оппозиции к правительству, нелюбимому персами. В Средние века иранские шииты с глубоким уважением относились к царевне (шахрбану) Джаханшах, дочери Йездигерда III, чья гробница располагалась в окрестностях Рея. Согласно преданию, она под именем Сулафы стала женой имама Хусейна (принявшего мученическую смерть в битве под Кербелой в октябре 680 года) и матерью четвёртого имама — его сына Али ибн Хусейна Младшего (ал-Асгара).

### Аббасиды

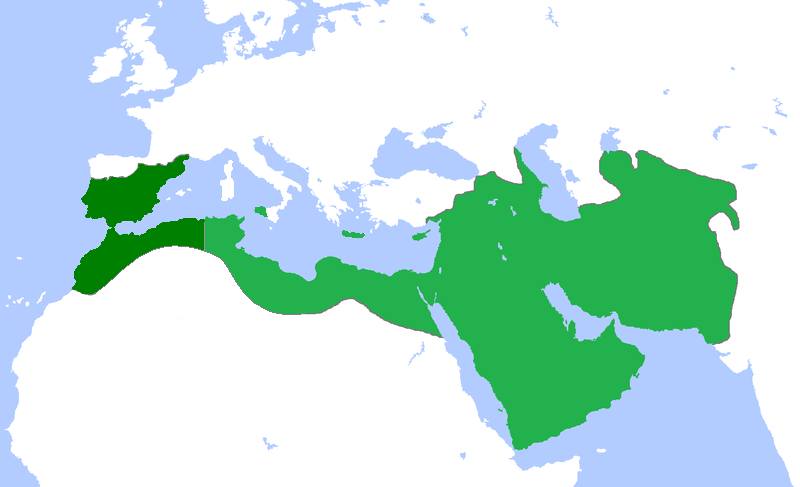
Аббасидский халифат

После частых восстаний хорасанские персы во главе с Абу Муслимом свергли Омейядов и возвели на престол Халифата династию Аббасидов (750); с возвышением этой династии поднялось в халифате значение хорасанцев (см. Персидская литература).

## Иранское интермеццо
Фактический распад Аббасидского халифата в IX веке привёл к тому, что на территории прежде единой державы стали возникать независимые государства в основном во главе с персидскими военачальниками, признававшими лишь номинальную власть халифа над собой. Наиболее известны пять государств, возникших в этот период:
- Государство Тахиридов со столицей в Нишапуре просуществовало с 821 года до 873 года.
- Саффариды правили в Систане, а затем в Фарсе и Хорасане с 867 года до 903 года.
- Исмаил Самани и его потомки правили в Хорасане и Мавераннахре в 875—999 годах.
- Династия Зияридов контролировала территории на юге Каспийского моря с 928 года до 1042 года.
- Династия Буидов (Бувайхидов) правила в Ираке и на западе Ирана с 932 года и до поражения от сельджуков в 1055 году.

### Тахириды

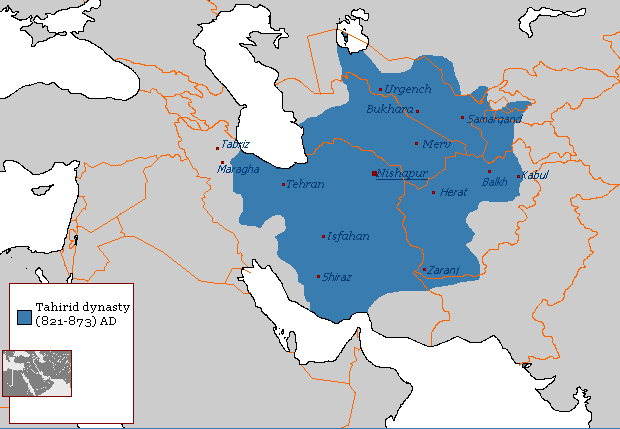
Тахиридский Иран

В 821 г. халиф аль-Мамун для усмирения непокорных восточных провинций (Хорасана) назначил туда наместником перса Тахира, а тот объявил себя независимым (822). Он вскоре (822) умер, но Мамун не решился отнять наместничество у его потомков; Тахириды продержались 50 лет, находясь в очень слабой зависимости от халифата; под их главенством был Табаристан, а также Трансоксания.

### Саффариды

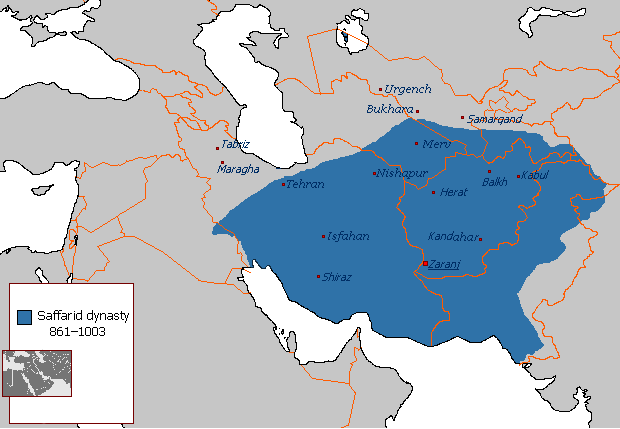
Государство Саффаридов

В 861 г. в Систане (к юго-западу от Хорасана) добровольцы, успешно сражавшиеся против хариджитов выбрали своим начальником Якуба ибн Лейса, бывшего в юности медником — по-арабски «саффар», отчего его династия называлась Саффаридами. Саффар быстро овладел целым Систаном, в 867 ворвался в область Герата, в 869 захватил Керман (с дозволения халифа), а в 870 халиф разрешил ему отнять у Тахиридов Балх и овладеть непокорным Кабулом и Пенджабом. В 872 г., поссорившись с Тахиридами, Саффар завладел их областями (без Трансоксиании) и таким образом стал повелителем почти всего Восточного Ирана. В 875 г., захватив Фарс, Саффар пришёл в столкновение с правителем Халифата аль-Муваффаком. В бою при Дейр-оль-Акуле на Тигре (876) персы были побеждены, но войскам халифа не удалось возвратить себе Персию хотя бы в такое повиновение, в каком она была при Тахиридах.

#### Алавиды (Алиды)
Сперва (с 913 г.) было организовано восстание алидом Хасаном ибн-Али Глухим (Отруш); среди борьбы алидов, саманидских наместников и туземцев выдвинулся Мердавидж ибн-Зияр и к 932 г. образовал независимое от Саманидов государство, заключавшее в себе большую часть прикаспийских областей (в некоторых округах кое-как продолжали держаться алиды), всю Мидию до Хамадана, Хульван (на притоке Тигра), Исфахан.

### Саманиды

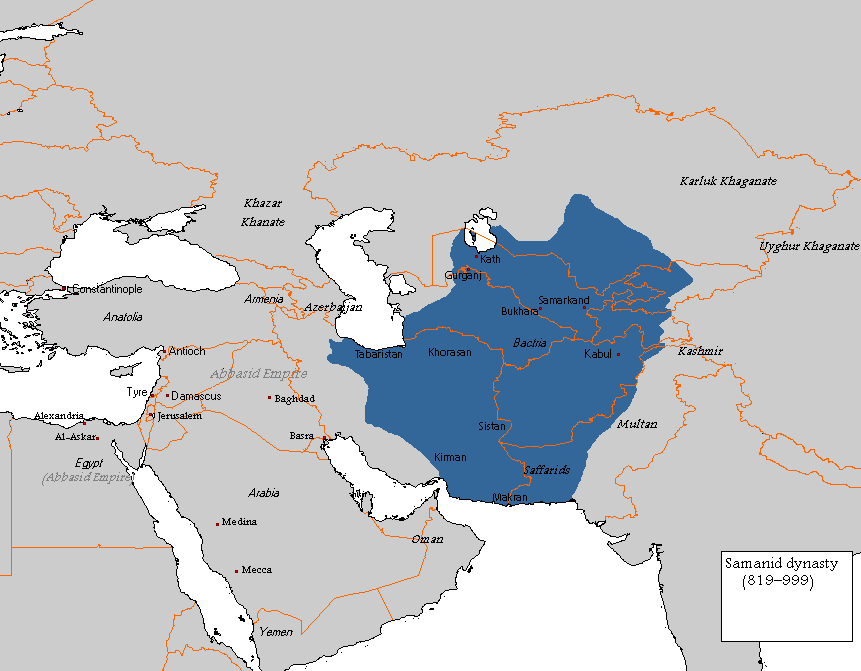
Саманидское государство

C ослаблением и падением Саффаридов их владения перешли не к халифу, а к трансоксанской династии Саманидов, которые скоро стали совершенно независимыми от халифата (верховенство халифа признавалось только формально; на монетах саманидских ставилось его имя). Правление этой миролюбивой, веротерпимой и деятельной династии (900—999) было благотворно для Трансоксании и подчиненных областей (включавших, между прочим, полусамостоятельное Хорезмское шахство); оно считается эпохой персидского национального возрождения и золотым веком персидской литературы. Из-под непосредственной власти Саманидов рано ускользнули прикаспийское побережье (Дейлем, Табаристан, Гурган) и Хорасан.

#### Саджиды, Салариды, Раввадиды, Гилиты, Джустаниды, Зияриды и Буиды

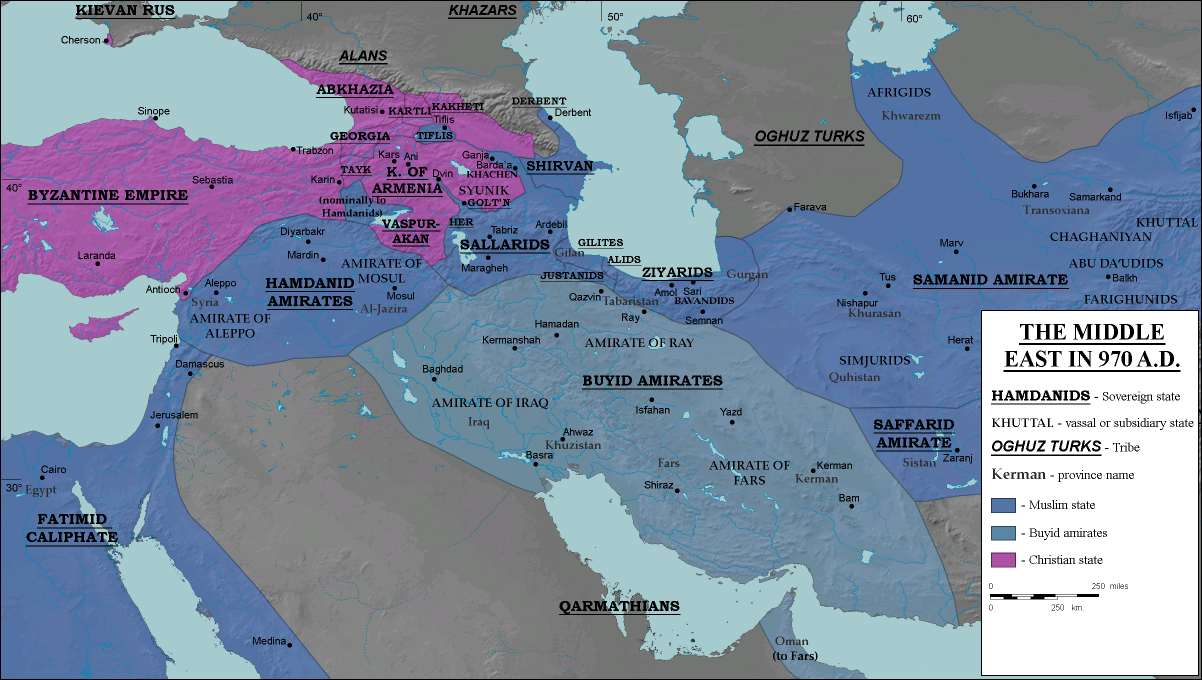
Государства на территории Ирана во 2-й пол. X века

Лет через 15 владения Зияридов уменьшились и ограничивались Горганом и Табаристаном, а западная половина Персии из части владений зияридов и халифа образовала третье персидское государство — Буидов (трёх братьев-шиитов Буе или Бовейх). Помимо этого возникли ещё одни соседи на северо-западе: Саджиды (их сменили Салариды), Гилиты, Джустаниды. Государство Буидов состояло из Кермана, Фарса, Хузистана и Ирака. Мидия, особенно Рей, была яблоком раздора для всех трёх персидских государств — Саманидским, Зияридского и Буидского. Зияридское государство вскоре объединилось с Саманидами: теснимый Буидами зиярид Вушмагир (944) вступил в союз с Саманидами, которым были верны и его преемники Бисутун (967—976) и Кабус (976—1013). На западе могущество Буидов и влияние их на правоверный халифат продолжало возрастать, особенно при энергичном и предприимчивом Адуд ад-Даула (977—983). При дворе Буидов находили приют философы и вольнодумные сектанты. Разорительными для страны были междоусобия многочисленных удельных князей. В 971 году курдские Шеддадиды изгнали Саларидов из Аррана. Окрепший в период ослабления власти династии Салари правитель Тебриза, Мараги и Ахара Абуль-Хиджа Мухаммад в 981 году победил последнего Салари Ибрагима ибн Марзбана и стал основоположником государства Раввадидов.

## Тюрки

### Газневиды

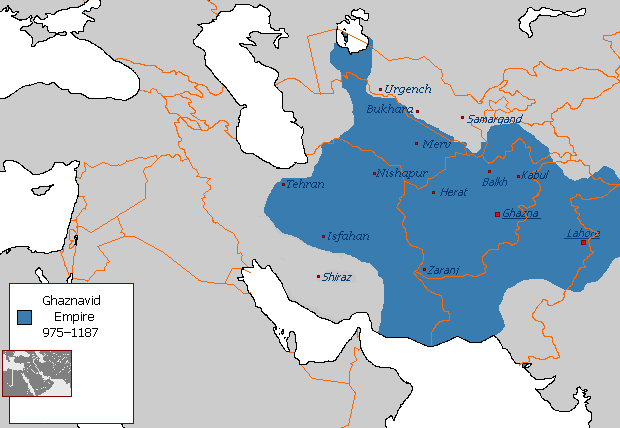
Газневидское государство

#### Махмуд Газневи и падение Саманидов
Один из саманидских полководцев, наместник Хорасана, тюрок Алп-тегин, боясь мести Мансура I (961—976), убежал с несколькими тысячами приверженцев через Кабульские проходы в Газни, укрепился там и отразил высланные против него войска Мансура. В 977 году власть перешла к другому тюрку, Себук-тегину, бывшему когда-то рабом. Он расширил свои владения вглубь Афганистана; газневидское государство считалось всё-таки вассалом Саманидов. При сыне Себук-тегина, воинственном Махмуде Газневи (997—1030), царство Саманидов пало: с севера соперник Махмуда, правитель государства Караханидов Наср ибн Али, после шестилетней борьбы с мужественным последним саманидом Мунтасиром (999—1005) овладел Бухарой, а Махмуду покорились Хорасан (999), Хорезм (1017) и зияридский Горган с Табаристаном (1005).

#### Борьба с Буидами
В 1029 призванный слабоумным рейским буидом Медж ад-Даула для усмирения местного восстания Махмуд утвердился в Мидии и занял часть других буидских владений.

#### После Махмуда Газневи
Махмуд покорил также афганских горцев и север Индии, куда им было предпринято 15 или 17 походов (1001—1020); он перешёл даже за Ганг. При сыне Махмуда, Масуде (1030—1041), подчиненные газневидам области беспрестанно восставали, а из-за Амударьи нагрянули на Иран орды турок-сельджуков под начальством Тогрул-бека и Чагры-бека.

### Сельджуки
Сельджуки сперва жили на Сырдарье (Яксарте); с согласия хорезмского наместника Харуна, отложившегося от Газневидов (1034), они поселились в Хорезме, а затем переправились через Амударью в Хорасан (1035).

#### Борьба с Газневидами и Буидами
Газневидские войска были разбиты Чагры-беком при Данданакане в 1040 году; Хорасан попал в руки сельджуков. Сын Масуда Маудуд (1042—1049) продолжал ещё бороться, но Ибрагим, вступивший после долгих распрей на газневидский престол (1059), заключил с сельджуками мир. С тех пор центр тяжести газневидского государства переносится из Персии в Индию, а западную его границу составляют южные склоны Гиндукуша и Гура. Хорасан с Балхом, Гератом и Систаном остался за сельджуком Чагры-беком и его сыном Алп-Арсланом. Брат Чагры-бека, Тогрул-бек, в 1042 году подчинил Горган и Табаристан; в 1046 году оба брата захватили Хорезм, и в том же году Тогрул-бек вторгся в царство Буидов. Борьба с последними Буидами была упорна; наконец в 1054 году Тогрул покорил Иранский Азербайджан (не путать с современным Азербайджаном) и направился на Багдад. В 1055 г. важнейший из буидов, Мелик-Рахим, был взят в плен; Тогрул вступил в Багдад, все владения Буидов перешли к нему, и в 1058 году он был посвящён бессильным халифом в сан султана (столицей его был Рей).

#### Султанат

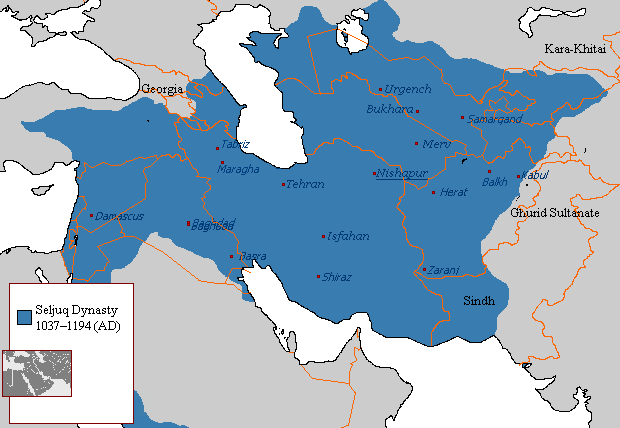
Государство Сельджукидов

По смерти Тогрула его племянник Алп-Арслан (1063—1072) стал султаном всего Ирана (самостоятельная Бухара, находившаяся в руках родственных сельджукам тюрков, и афгано-индийское царство газневидов не входят в область Ирана).
Как при нём, так и при его сыне Мелик-шахе (1072—1092) разорённое государство отчасти поправилось экономически благодаря умному визирю Низам аль-Мульку. Султаны в это время совершали завоевания в Сирии, Армении, Грузии, Малой Азии (1081 год — взятие Никеи), Бухаре (1089) и даже Кашгаре.
В 1071 году был взят в плен византийский император Роман IV Диоген, так что Мелик-шаху подчинялись все области от границ Китая почти до ворот Константинополя; столица была в Исфахане.

#### Тюркские междоусобицы
После смерти Низам аль-Мулька и Мелик-шаха сельджукское государство стало разлагаться. С запада приливали потоки крестоносцев; в Аламуте, на берегах Каспийского моря (1090), в Сирии и в Ливане (1102, 1126 и 1140) утвердилась исмаилитская секта ассасинов, более полутораста лет державшая в страхе всю Переднюю Азию.
Среди членов султанской семьи, их атабеков (опекунов) и наместников отдельных областей происходили кровавые междоусобицы. Вследствие этого из рук сельджукской династии начали ускользать её владения, прежде всего — неперсидские, Сирия и Месопотамия. Малая Азия образовала особое сельджукское царство Иконийское. Даже багдадский халиф стал делаться более самостоятельным и обнаруживать притязания на Мидию. Жизнь западных и восточных персидских земель сложилась неодинаково.
На западе Ирана только в Керманском султанате потомки Кавурда (брата Алп-Арслана) пользовались самостоятельностью (до 1198 года); члены главной сельджукской линии подпали под власть атабеков, и даже такие энергичные султаны, как третий сын Мелик-шаха, Мохаммед (1105—1118), и Масуд (1134—1152) не могли укротить своих могущественных эмиров.
При последнем султане пяти атабекам удалось сделать свою атабекскую власть наследственной. В Мосуле утвердилась династия Зенгидов (с 1127 года), которая играла большую роль в Сирии во время крестовых походов, пока Саладин в 1186 году не лишил её значения. В Фарсе тюркмен Сонкор основал династию Салгаридов (1148—1162), его военачальник, курд Абу-Тахир Мохаммед — династию атабеков Луристана (обыкновенно насчитывают даже две луристанские династии), продержавшуюся до XIV в. Опекунство над султанами присвоила себе основанная кыпчаком по происхождению Ильдегизом (1140—1172) и его сыном Мохаммедом Пехливаном (1172—1186 династия атабеков-Ильдегизидов: она владела на севере, кроме Азербайджана и Аррана, Арменией и вассальным персидским шахством Ширванским (за Курой), а на востоке Персии — Персидским Эраком с Исфаханом и Реем, где пребывали сельджукиды.
Преемник Пехливана Кызыл-Арслан, не довольствуясь званием атабека, отнял всякую власть у последнего иракского султана-сельджука Тогрула III (1177—1194) и сам принял от халифа титул султана (1191), но был зарезан, вероятно — ассасинами. В 1194 году Тогрул III погиб в борьбе с усилившимся хорезмским шахом Текешем, и с ним угасло царство сельджуков в Ираке. Большая часть Ирана вошла в состав государства хорезмшахов. Через 30 лет внук Текеша Джелал ад-Дин, вытесненный монголами из своих владений, покончил с самой династией Ильдегизидов, последние представители которой сделались такими же ничтожными игрушками в руках своих рабов, как некогда сельджукиды — в руках Ильдегиза.

#### Санджар и хорезмшахи
Восточная Персия после смерти Мелик-шаха не испытала таких бедствий, как западная. В Хорасане утвердился четвёртый сын Мелик-шаха, храбрый, энергичный Санджар. С 1097 г. от него зависели округи Балх и Герат; наместник Хорезма (с титулом «хорезмшах») Мухаммед (с 1097 года) управлял довольно самостоятельно, но все же под верховной властью Санджара, как и малик Систана Тадж ад-Дин (1087—1164).
С 1102 года эмиры Санджара подчинили ему государство Караханидов, которое даже при Мелик-шахе оставалась независимым; наконец, в 1117 году в силу помощи, оказанной Санджаром газневиду Бехрам-шаху (1117—1157), царство газневидов (то есть Афганистан, Северная Индия и вассальное княжество Гур со старинной династией Суриев) также стало под верховную, хотя и номинальную власть Санджара; и только один раз (1135) Бехрам попытался было открыто отрицать свою ленную зависимость.
Спокойствие всех этих областей было нарушено вторжением новых пришельцев из Центральной Азии в ханства Кашгарское и Самаркандское. Пришельцы основали в этих местах немусульманское Каракитайское ханство (1124). В 1138 году сын хорезмшаха Мухаммеда Атсыз (1128—1156) решил отложиться от Санджара и, потерпев поражение, призвал из-за Сырдарьи кара-китаев. Санджар собрал стотысячное войско, перешедшее через Амударью; в решительной битве с язычниками (1141) оно погибло, и весь Мавераннахр достался гурханам кара-китаев. Атсыз остался лишь по имени ленником сельджукида; его сын Иль-Арслан (1156—1172) хотя получил инвеституру от Санджара, но был уже вполне независим.
В области газневидов князь Гура Ала ад-Дин Хосейн восстал против Бехрам-шаха, взял и страшно разорил (1150) весь округ Газни, так что Бехрам принужден был перенести свою резиденцию в Индию, в Лахор, и даже Санджар не мог ничего сделать против «Сожигателя мира» («Джехан-суз» — так прозвали Ала ад-Дина). Вскоре погиб сам Санджар в борьбе (1153—1157) с турками-гузами, которым он же позволил переселиться в его владения из Трансоксании, где они терпели притеснения от её новых хозяев, кара-китаев.
Начался с лишком 50-летний период неурядиц: потомство Санджара было истреблено (1162), различные эмиры воевали между собой за власть в сельджукской и газневидской областях, разноплеменные тюркские и афганские орды и войска жгли и разоряли страну и довели её до такого же несчастного положения, в каком находился Западный Иран из-за раздоров иракских сельджуков, атабеков и халифов.

### Гуриды

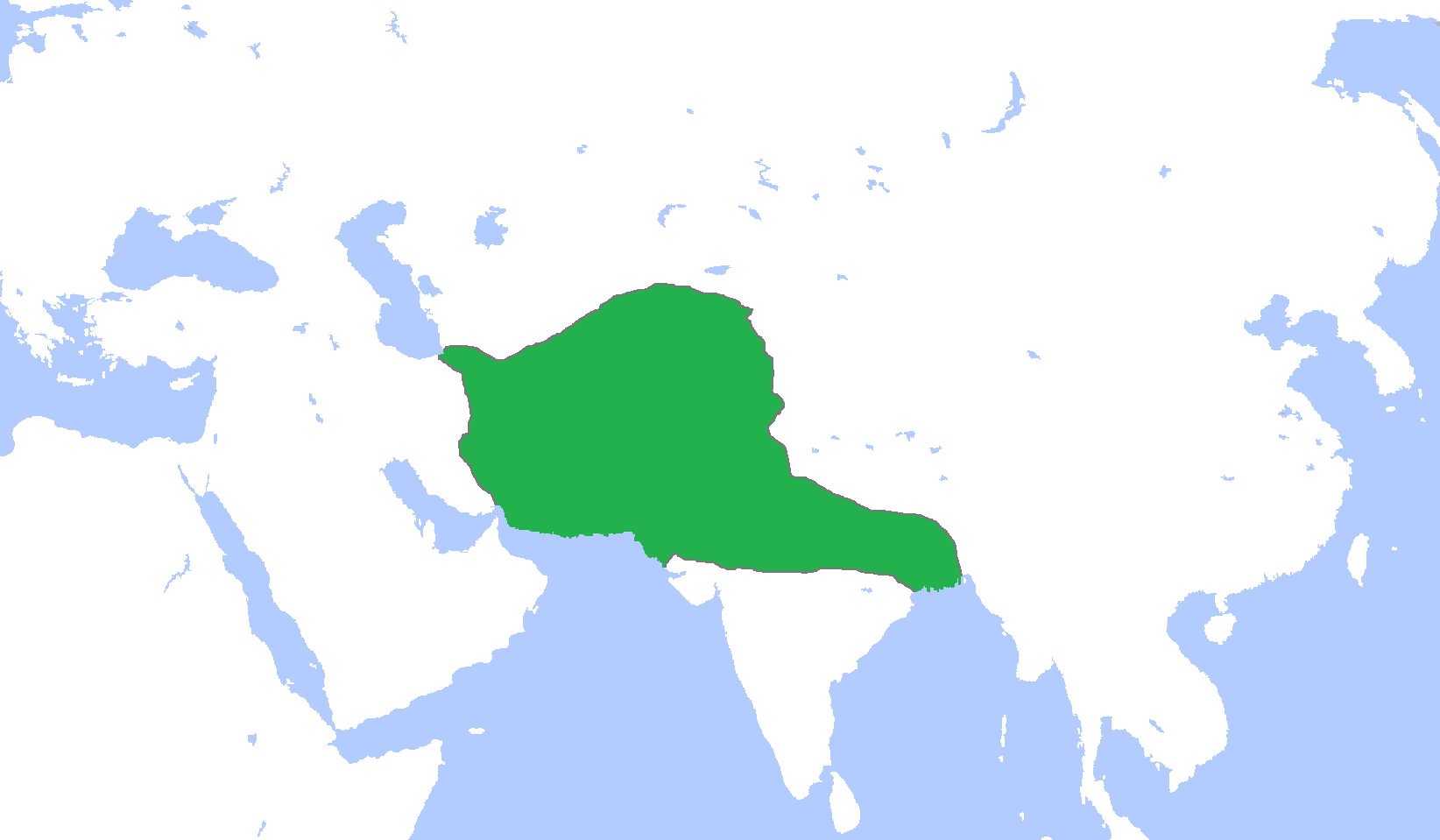
Гуридский султанат

Под конец этого периода власть оказалась сосредоточенной в руках двух государей — гурида и хорезмшаха. Последний газневид Мелик-Хосров (1160—1187) сдался гуридам в Лахоре и был казнён, а бывшие газневидские владения с прибавлением новых индийских областей достались братьям Гийас ад-Дину (1163—1203) и Муизз ад-Дину; их раб, тюрок Кутб ад-Дин, взявший Дели в 1192 году, был ими провозглашен индийским (делийским) султаном; гуридам подчинились также Систан, Балх, Бамиан и Герат.
Возвышение Хорезма сперва задерживалось борьбой сыновей Ил-Арслана — Султан-шаха и Текеша (1172—1193); но после смерти брата Текеш (1193—1200) без сопротивления овладел Хорасаном, а в 1194 году лишил жизни и престола последнего иракского сельджука; ему подчинилась и вся Мидия. Едва умер Текеш и воцарился его сын, Мухаммед II (1200—1221), гурид Гийас ад-Дин вторгся в Хорасан и начал с Мухаммедом войну, которую продолжал Ала ад-Дин (1203—1206). Войско гуридов погибло в Хорезме (1204); гуридские владения были охвачены восстанием. Индийское царство оказалось к 1227 году в руках бывшего гуридского раба — тюрка Илтутмиша, от которого здесь начинается династия так называемых «царей-рабов», или «рабов гуридских» (существовала до 1290 года). Остальные гуридские владения одно за другим доставались хорезмшаху; в 1216 году погиб последний из гуридов.

### Расцвет Хорезмшахов

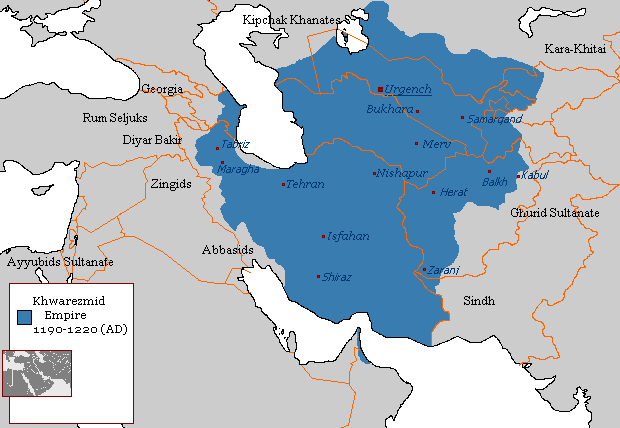
Государство Хорезмшахов

К этому времени государство хорезмшаха Мухаммеда ибн Текеша достигло таких размеров, каких не имело и государство Санджара: у каракитаев была отнята Трансоксания (1207—1209), Восточная Мидия также покорилась Хорезму. Когда халиф багдадский ан-Насир отказался признать Мухаммеда за султана, последний велел собранию богословов перенести халифат с Аббасидов на Алидов, а сам двинул войска на Багдад (1217—1218).
В это время к его восточным границам подступили монголы Чингис-хана и потребовали покорности; халиф ан-Насир послал к ним посольство, прося их вторгнуться в Хорезм.

## Монгольский период

### Падение хорезмшахов и монгольское завоевание
В борьбе с монголами, начавшейся осенью 1219 года, шах Мухаммед совершенно потерялся и малодушно отступал. Его сын и преемник — последний хорезмшах Джелал ад-Дин Манкбурны (1221—1231) — при всей своей энергии уже мало мог сделать против врагов и наконец бежал за Инд (1221).
Монголы безжалостно разорили его владения, прошли опустошительным потоком через Мидию, Азербайджан и Кавказ на Русь и в 1224 году ещё раз произвели разорение Персии со стороны Хорасана. После их ухода целыми остались только южные провинции: хорезмшахский Керман и атабекский Фарс, добровольно подчинившийся монголам, а также государство халифа.
Керман отложился от Джалал ад-Дина (династия керманских кара-китаев, 1226—1306), но зато он отнял у халифа ан-Насира часть Хузистана, а у Ильдегизидов — Азербайджан с Арраном (1225). Отсюда он воевал сперва с соседями, потом со вновь вторгнувшимися (1228) монголами хана Угэдэя; в 1231 году, спасаясь от них, он попал в руки курдов и был убит.
Азербайджан подчинился монголам или, вернее, анархии, так как и в самом Каракоруме шли династические споры. В 1253 году новый великий хан Мункэ (1251—1259) послал своего брата, Хулагу, с войском в 50—60 тысяч завершить завоевание региона. Прежде всего, к удовольствию персов, были истреблены иранские исмаилиты-низариты (1256) после взятия их крепостей, в том числе Аламута; к злорадству шиитов, был уничтожен и багдадский халифат, Багдад сожжён и последний халиф, аль-Мустасим, убит (1258). Из Багдада Хулагу отправился в Азербайджан и сделал Мераге своей столицей.

### Хулагуиды

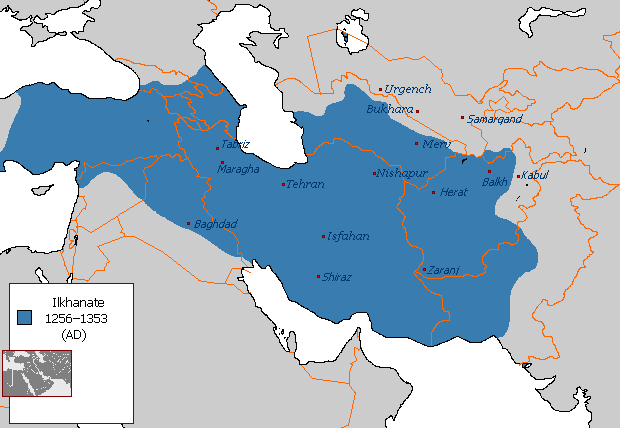
Государство Хулагуидов

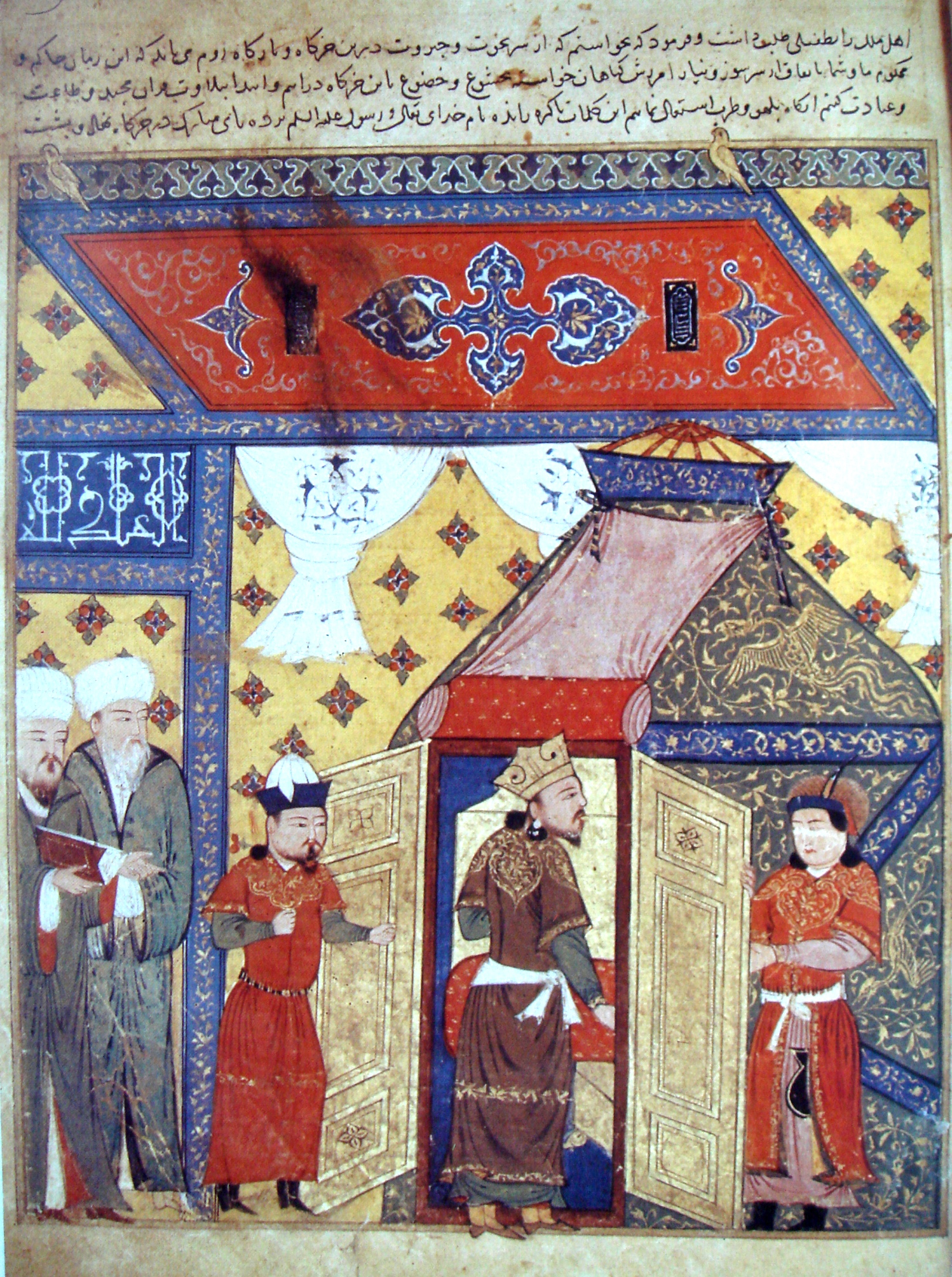
Обращение Газана в ислам. Миниатюра из Джами ат-таварих Рашид ад-Дина

Преемник Мункэ-каана Хубилай (1260—1294) дал Хулагу титул «ильхана» (повелителя народов), чем фактически признал его самостоятельность. С Хулагу (ум. 1265) начинается в Персии династия ильханов Хулагуидов. Под непосредственной их властью находились Иранский Азербайджан, Ирак Персидский, Ирак Арабский; в Хорасане они имели наместника; полусамостоятельны были куртиды в Герате, кара-китаи в Кермане (до 1306), самариды-атабеки Фарса (до 1264), атабеки Луристана, мелкие государи Гиляна, Ширвана, Армении и Месопотамии. Хулагуидам подчинялись также иконийские сельджуки.
При Гайхату (1291—1295) отмечается ассимилирование монголов с персами; он известен также неудачным введением бумажных денег (чау). Газан (1295—1304) принял ислам со всем войском и, как правоверный, отказался даже номинально признавать верховную власть великого хана-«язычника». Олджейту (Мухаммед Худабандэ) (1304—1316) первым из правителей всей Персии (Буиды владели лишь её частью) — принял шиизм. При его сыне Абу Саиде (1316—1335), который вступил на престол малолетним, своеволие наместников и полководцев было причиной распада державы ильханов на много мелких владений (Кавказской Албанией, Ирак, Фарс, Йезд, Хорасан и другие).

## Тимуриды

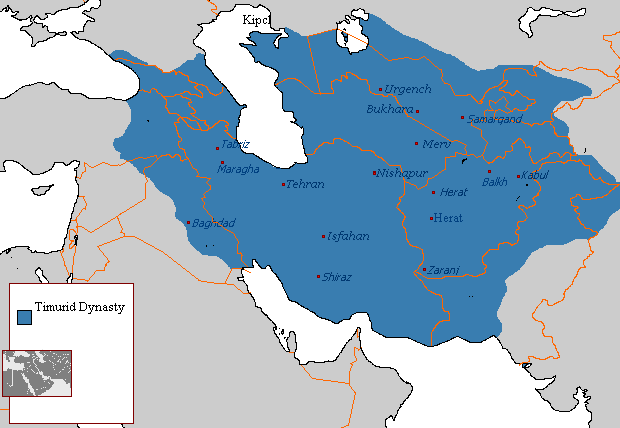
Империя Тимуридов

В ответ на поход золотоордынского хана Тохтамыша в 1385 году в Тебриз Тамерлан решил захватить Иран «для защиты мусульман». В 1387 году он захватил Исфахан, где жестоко подавил выступление местных жителей, и Шираз. Правители Йезда и Кермана склонили головы перед грозным завоевателем. С его смертью (1405) распалось и его царство. Внук Тимура Пир-Мухаммед, сын Джехангира, назначенный дедом в наследники, не был признан войском и остался правителем только Афганистана. Когда он был там убит, один из сыновей Тимура, правитель Восточного Ирана Шахрух (1405—1447), овладел к 1407 году Афганистаном, а в 1409 году завоевал Мавераннахр и поставил там наместником своего учёного сына Улугбека. В 1414 году он отнял у своих племянников Фарс и Мидию и затем после долгой (1420—1437) войны в союзе с племенем Ак-Коюнлу усмирил прикавказское тюркское племя Кара-Коюнлу.

## Туркоманы Кара-Коюнлу и Ак-Коюнлу
Среди анархии и междоусобиц, последовавших за смертью Шахруха, вождь Кара-Коюнлу Джехан-шах завладел из Азербайджана Мидией и Фарсом (1452) и старался распространить свою власть даже на восток Ирана. В 1468 году он был убит Узун-Хасаном, объединителем Ак-Коюнлу (умер около 1475—1478 года), который стал владыкой всего Западного Ирана; оттуда он вёл войны с сирийскими мамлюками и с турками-османами. Хорасан с Систаном, Балхом и главным городом Гератом, Мазандеран, Горган и Хорезм достались миролюбивому тимуриду Хусейну Байкара (1469—1506); визирь его Алишер Навои известен оживлением тюркской литературы. Его духовный учитель Абдурахман Джами был последним представителем классической персидской литературы. Как во владениях Узун-Хасана, так и во владениях Хусейна Байкара после смерти их властелинов начались смуты. Династия Хусейна Байкара была истреблена вторгнувшимися узбеками хана Шейбани (1507), а род Узун-Хасана победил (1501, 1502) шах Исмаил, возводивший свой род к седьмому шиитскому имаму Мусе, шейх суфиев Ардебиля, основатель персидской династии шахов-Суфиев, или Сефевидов.

## Персидская монархия

### Сефевиды

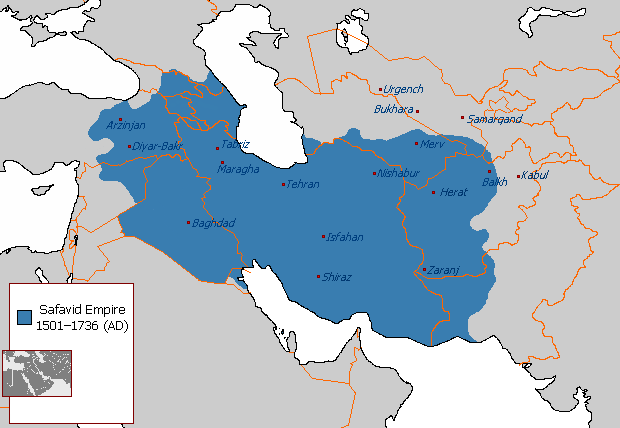
Сефевидское государство

С 16 века Ираном правили в основном азербайджаноязычные династии и солдаты. Последней династией тюркского происхождения в Иране была династия Каджаров.
При Сефевидах (1499—1722) тюркский (азербайджанский) язык стал языком двора, правительства, суда и армии, в то время как персидский был языком гражданской администрации; называли они себя сасанидским титулом «шахиншах» (царь царей). На первый план они выдвинули, однако, не национальный принцип, а вероисповедание, шиизм, объявили его государственной религией и под этим знаменем объединили не только персов, но и многочисленных турок, живших в Иране и преданных своей религии.

#### Исмаил I
Зато именно благодаря содействию фанатизированных тюрок-кызылбашей («красноголовых», то есть с красными верхушками тюрбанов, знаком верности шиизму) шах Исмаил Сефеви (1499—1524) мог объединить Персию; при их же содействии он и его преемники могли выдерживать, иногда даже победоносно, беспрестанные натиски тюрков-суннитов: с востока — узбеков (Хивы и Бухары), с запада — османов. К 1508 г., став владетелем всех земель Узун-Хасана, Исмаил стал соседом прежних владений Байкары, занятых узбеками, и вступил с ними в войну; в 1510 г. узбеки были изгнаны из Хорасана в Трансоксанию. С Турцией началась война из-за того, что султан Селим I казнил 40 тысяч шиитов, живших в подвластной ему Малой Азии (1513). В 1514 г. в Азербайджане Селиму удалось разбить кызылбашей; но, испытав их яростную храбрость, он не продолжал вторжения в Персию, а ограничился захватом Западной Армении и Месопотамии. После смерти Селима (1519) Исмаил завоевал Грузию.

#### Тахмасп I
При сыне его Тахмаспе (1524—1586) турки в 1534 г. завоевали Армению до Вана и Багдад с шиитскими святынями Неджефом и Кербелой, а в 1549 и 1554 г. несколько раз производили разорительные нападения на Азербайджан (пришлось перенести столицу из Тебриза в более защищенный Казвин); на восточной границе шла изнурительная война с узбеками.

#### После Тахмаспа
Дети Тахмаспа — Хейдер (1576), Исмаил II (1576—1577), полуслепой Мохаммад I Ходабенде (1577—1586) — возводились и свергались кызылбашами; извне нападали на Персию узбеки и турки, овладевшие Азербайджаном (1585). В 1582 г. хорасанские кызылбаши провозгласили шахом младшего сына Мохаммеда, своего хорасанского наместника, талантливого Аббаса, и через четыре года доставили ему престол.

#### Аббас I Великий
Воцарившись, Аббас I Великий (1586—1628) раз и навсегда устранил возможность повторения кызылбашских междоусобий: была образована специальная «шахская дружина» («шах-севен»), в которую вошли люди не из одного, а из всех кызылбашских племен, и сверх неё заведено постоянное войско (с огнестрельным оружием).
Узбеки были разбиты при Герате в 1597 г., для предупреждения их набегов были устроены на Атреке, в Мерве, сильные пограничные поселения из курдов и турок-каджаров (кызылбашей). В войне против османов (с 1603 г.) были отвоеваны к 1607 г. Азербейджан, Ширван и Грузия, а в 1623 г. — Багдад с Неджефом и Кербелой; багдадские сунниты были перебиты. Желание найти союзников против Турции, а также споры с португальцами и англичанами из-за острова Хормуса и соседней гавани Гамрун при Ормузском проливе (с 1622 года «Бендер-Аббас»), были причинами дипломатических сношений Персии с Западной Европой. Внутри государства Аббас старался поднять торговлю, строил много дорог (шоссе на 400 верст через весь Мазандеран до Астрабада), мостов, караван-сараев, базаров. Новая столица, Исфахан, была украшена, обустроены Казвин и священный Мешхед. Хоть сам шах не был строгим мусульманином (например любил вино), но к религиозным вопросам относился внимательно и докончил организацию шиитской иерархии, начатую Исмаилом I. В семье Аббас был тираном, из подозрительности велел убить старшего сына, двух других ослепил, а внука-наследника ослаблял опием и таким образом был причиной вырождения своего потомства.

#### После Аббаса
Сефи I (1628—1641) был пьяницей и жестоким тираном, казнил лучших людей своего государства; великий могол отнял у Персии Кандагар, а султан Мурад IV — Багдад (1638), после чего шиитам около 200 лет нельзя было спокойно ездить в Кербелу, а в Мекку им и совсем закрыт был доступ.
Аббас II (1641—1666) был кротким и веротерпимым правителем. Хотя сам шах практически не принимал участия в государственных делах, страна уверенно развивалась под руководством талантливого окружения. На правление Аббаса II проиходится активная фаза противоборства с Великими Моголами за афганский город Кандагар, который три раза безуспешно осаждался могольскими войсками.
При Сефи II Солеймане (1666—1694) государство сохраняло относительную стабильность, хотя этот болезненный человек, преданный роскоши, гарему и пьянству, каждый день производил казни, а границы страны страдали от набегов соседей.
Последний сефевид, Хосейн I (1694—1722), попал под влияние духовенства. Это не понравилось ни армии, ни населению, так как муллы при поддержке шаха гонения на суфиев, мистические стремления которых шли вразрез с иерархическим шиизмом.

### Афганское вторжение и Хотаки
К народному недовольству прибавились бедствия извне: Мирваис-хан Хотак, начальник афганского племени гильзаев в Кандагаре, поднял восстание (1709) и до самой своей смерти (1714) наносил персам поражения. В 1717 г. его племянник Мир Махмуд Хотаки соединил раздробленные афганские племена и в 1721 г. двинулся на Персию, которая как раз тогда испытала опустошение от узбеков в Хорасане, турецких курдов в Хамадане и маскатского имама на побережье. В 1722 году под Исфаханом Махмуд разбил наскоро собранное персидское войско (1722) и осадил город, куда укрылось до 600000 человек. От голода шах Хосейн I сдался, отрекся в пользу Махмуда и собственноручно надел на него венец.
Кроме Тахмаспа, ушедшего ещё до осады Исфахана на север, все члены шахской фамилии были перебиты Махмудом в 1725 году В том же году вместо Махмуда, сошедшего с ума, на престол вступил его сын Ашраф; он в 1729 году убил и Хосейна.
В 1722—1730 годах в Сюнике и Карабахе продолжалось армянское восстание Давид-Бека.

### Надир-шах и Афшариды
При Петре I в результате персидского похода российской армии прикаспийские земли (Астрабад, Гилян и Мазендеран) были уступлены России трактатом 1723 года, но по Рештскому договору 1732 года эти земли были возвращены шаху.
Сефевидский Тахмасп (с титулом Тахмасп II) искал помощи у русских. К нему в Мазандеран явились на помощь также астрабадские тюрки-каджары, а из Хорасана пришёл с отрядом добровольцев тюрк-афшар Надир (часто называемый «князь-слуга Тахмаспа», «Тахмасп-кулы-хан»). К 1730 году Надиру удалось изгнать из Персии диких афганцев, грабивших её. В 1732 году он свергнул Тахмаспа и сделал шахом его сына, ребёнка Аббаса III, а после его смерти (1736) сам вступил на трон под именем Надир-шаха (1736—1747).
Победоносным изгнанием всех врагов из Персии, восстановлением прежних её границ и покорением богатой Индии, Бухары и Хивы Надир прославил Персию на весь мир; но внутри государства все страдали от его чудовищного деспотизма, в особенности искренние шииты, которых он начал ожесточенно преследовать, побуждая принять суннизм и разоряя за непокорность целые города.

### Междоусобицы
Последовали 13 лет анархии. На востоке Ахмад-шах Дуррани образовал самостоятельное государство Афганистан, которое с тех пор живёт особой политической жизнью; Ахмад-шах Дуррани завладел и Хорасаном. В остальных местах Персии беспрерывно воевали друг с другом то родственники Надир-шаха, то начальники племен бахтияров, каджаров, афшаров, зендов.

### Зенды
К 1760 г. начальник зендов курд Керим-хан устранил всех соперников и под титулом «векиль» («поверенный» — номинального шаха Исмаила III) стал правителем всех персидских земель, кроме Хорасана; столицей избран был Шираз. Зенды формально правили от имени Сефевидов. Правление Керим-хана отличалось человечностью, справедливостью, заботами о поднятии материального благосостояния разоренных подданных, содействием торговле и т. п.; оно восстановило преобладание иранского элемента над тюркским. С его смертью (1779) между его родственниками возникли двухлетние раздоры.

### Каджарский Иран

#### Ага Мохаммед хан Каджар
Раздорами воспользовался князь каджаров, основатель династии, Ага Мохаммед хан Каджар; он бежал из Шираза, где был заложником, в Мазандеран и объявил себя самостоятельным. Этот князь был в детстве оскоплен одним из родственников Надир-шаха, озлобился оттого на людей и отличался чрезвычайной жестокостью и жадностью.
Племянник Керим-хана, Али-Мурад (1781—1786), выступив в поход против Ага-Мохаммеда, упал с лошади и убился. Все царствование его преемника Джаафара (1785—1789) было сплошной войной с завоевательным Агой; подкупленные заговорщики отравили шаха.
Его сын Лютф-Али-хан (1789—1794) был храбрый и добрый юноша; однако войска ему изменили, и столица его Шираз пригласила Агу (1791); после отчаянной борьбы шах был принужден бежать в Керман. Ага осадил его; измена открыла ворота города (1794). Лютф-Али-хан бежал в Нерманшир (там он изменнически был выдан Ага-Мухаммеду и замучен); Ага-Мухаммед приказал женщин Кермана (20000) раздать в рабство солдатам, а мужчин избить или ослепить: Ага-Мухаммеду было доставлено 7000 глаз, и он лично взвешивал и считал их.
Из владений Керим-хана осталась непокорна Ага-Мухаммеду ещё Грузия (Хорасан принадлежал Афганистану). Поход нового шаха-каджара на Грузию (1795) сравнивается со страшным судом.
Из Грузии Ага вступил в Хорасан (1796) и собирался идти на Бухару, когда узнал, что Грузия подчинилась императрице Екатерине II. Шах вернулся в Азербайджан для войны с русскими, но император Павел отказался от мысли завоевать Грузию. В 1797 г. Ага-Мохаммед снова вступил в Грузию, но под Шушой двое слуг, которых шах замышлял казнить, убили его.

#### Фетх Али-шах
Ему наследовал его племянник Баба-хан под именем Фетх Али-шах (1797—1834) и сделал резиденцией каджаридов Тегеран. Для утверждения своей власти ему пришлось ещё воевать внутри Персии, в том числе в беспокойном Хорасане. С Россией из-за Грузии и Закавказья были две войны, неудачные для Персии. (см. Русско-персидские войны). Для избежания третьей войны из-за умерщвления Грибоедова (1829) был отправлен в Петербург с извинениями Хосрев-мирза.
В это время происходит восстановление экономики после смут и войн предшествующего периода. Крестьяне оставались юридически свободными (и имели возможность перемены места жительства), однако бесправными перед произволом знати и чиновников. Государственные налоги и выплаты в пользу держателей поместий составляли более половины урожая. Основными сельскохозяйственными культурами являлись пшеница, ячмень и рис, развивались также шелководство и табаководство, а впоследствии и хлопководство. Натуральное хозяйство перестало быть доминирующим даже в сельской местности, где действовала система ярмарок и шла активная торговля с городами. Городское население составляло около 20 % (без учёта кочевников), что больше, чем в большинстве европейских стран того времени.
От трети до 40 % населения страны составляли кочевые и полукочевые племена (курды, туркмены, белуджи и др.), которые пользовались значительной автономией, имели собственные военные силы и порой выступали против центральой власти в приграничных районах.

#### Мохаммед-шах
Фетх-Али-шаху после короткого междоусобия, поконченного соглашением Англии и России, наследовал не один из его 150 сыновей, а внук, слабоумный Мохаммед-шах (1834—1848), сын талантливого, но рано умершего Аббас-мирзы. Ему помогла Англия деньгами и офицерами, и с тех пор в Персии стали бороться влияния русское и британское. Во время осады шахом Герата в 1837 г. в войске шаха были русские офицеры и осадой руководил русский посол Симонич, а Афганистану помогла Великобритания; победили афганцы, и к 1840 г. британская политика на короткое время взяла было верх в Персии, но в 1846 г. шах заключил договор с Россией, по которому она получила большие торгово-промышленные права, а также право держать постоянные военные суда в Реште и Астрабаде.

#### Насреддин-шах
При Насреддине (1848—1896) визирь Мирза-Тагы-хан предпринял было в Персии введение европейских реформ (в частности строил фабрики с целью прекратить экономическую зависимость Персии от России), но погиб от придворных интриг (1851).
Сам шах, особенно после поездок в Европу (1873, 1878, 1889), произвел некоторые нововведения и под конец заслужил ненависть мулл, как неверный и как деспотический сократитель их прав, хотя в угоду правоверию в 1852 г. устроено было колоссальное истребление движения бабидов, и потом продолжалось преследование уличённых в сектантстве. Народ не любил шаха за тяжесть податей, за жестокость и за тюркское происхождение династии (хотя уже Фетх-Али-шах был приверженцем персидской литературы, а при Насреддине язык двора был всегда персидский) и иногда бунтовал. Хорасанцы, отпавши на время от шаха, вступили в борьбу с гератским афганским эмиром Яр-Мохаммедом и после его смерти (1851) были причиной неудачной войны Персии с Афганистаном и Англией (мир 1857 г.).
В числе побуждений к походу на Герат (ключ к Индии) было желание шаха помочь России в Крымской войне. И в войне 1877 г. Персия стояла за Россию, угрожая Багдаду. Она содействовала также утверждению русской власти в области туркменов, этого бича Ирана. В 1896 г. Насреддин-шах был убит в мечети переодетым убийцей (предположение, что его убил бабид, не оправдалось), и на престол вступил его сын Мозафереддин-мирза.
В 1869—1872 годах страна пережила тяжёлый голод, приведший к сокращению населения.

#### Мозафереддин-шах

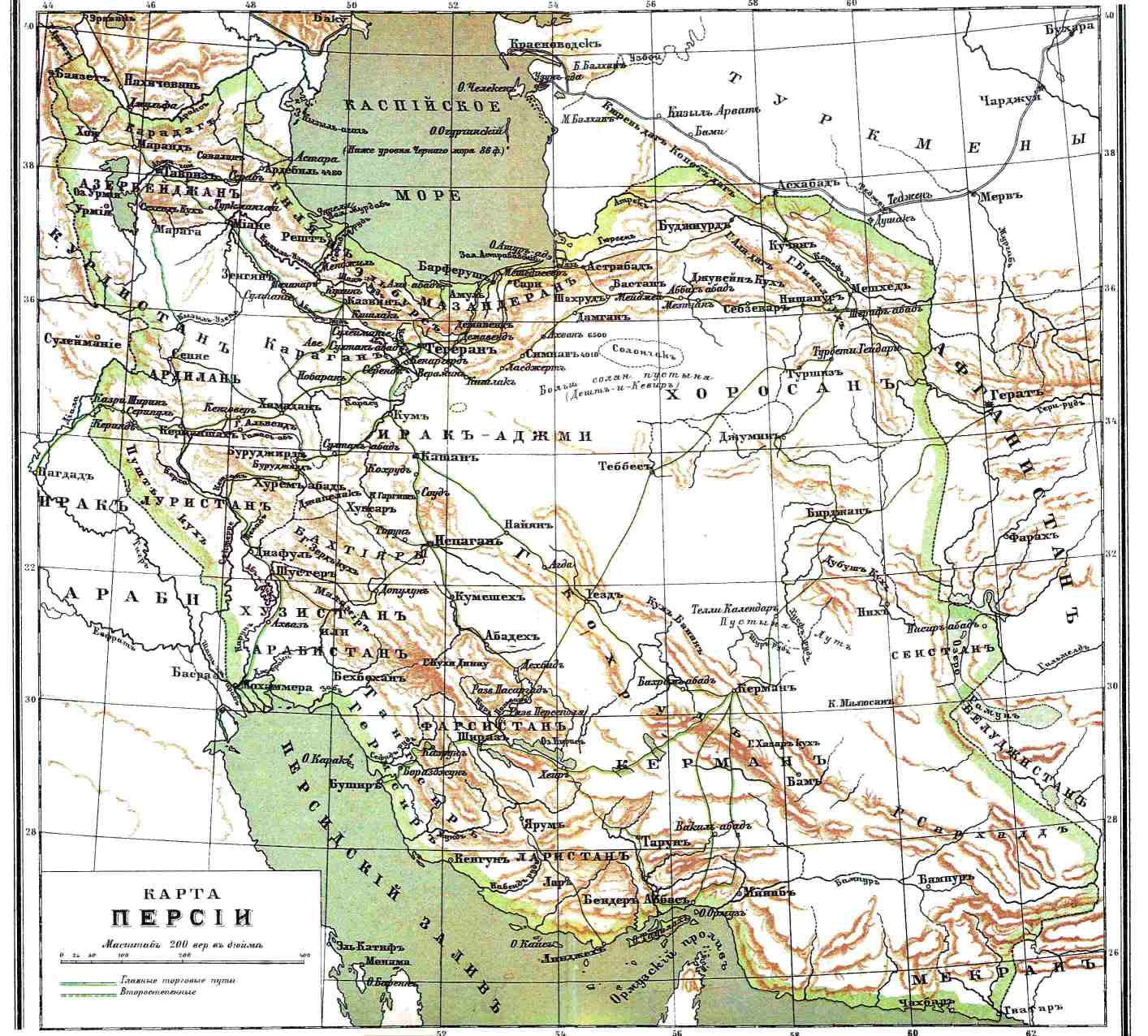
Карта Персии в начале XX века

Шах Мозафереддин, вступивший на престол после убийства его отца Насреддина (1 мая 1896 г.), стремился к тому, чтобы по возможности приблизить Персию к типу европейских государств.
В апреле 1901 была проведена реформа таможенной системы: внутренние таможенные пошлины и дорожные пошлины отменены; наоборот, таможенные пошлины, вывозные и ввозные на границе Персии в основном возвышены и приведены в систему; мера эта принята шахом самостоятельно, не под давлением Англии, которая до тех пор сильно влияла на персидскую экономическую политику, а помимо неё и даже вопреки ей. Это оказалось возможным благодаря тому, что Англия была занята южноафриканской войной, подорвавшей её престиж в Азии и доставившей там временное торжество России, влияние которой в Персии с этого времени становится преобладающим. Реформа таможенной системы не могла принести стране значительных финансовых выгод, так как ещё в 1900 г. Персия вынуждена была (при содействии России) заключить заем под залог её таможенных пошлин. В 1902 г. Англия добилась от Персии проведения через неё английского телеграфа, соединённого с индийскими линиями, а в 1903 г. — выгодного для неё торгового договора. В 1903 г. Россия и Англия заключили договор, по которому они признают и гарантируют неприкосновенность Персии. Русско-японская война 1904—1905 гг. вновь дала в Персии перевес Англии; постройка железных дорог в Персии, начатая во время бурской войны с русской помощью, приостановилась.

#### Последние Каджары
Период перед Первой мировой войной был периодом политического и финансового кризиса в Иране.
В результате протеста аристократии, духовенства и интеллигенции Мозафереддин-шах был вынужден принять конституцию в октябре 1906 г. и создать меджлис (парламент) (подробнее см. статью Конституционная революция в Иране). Шах умер через 40 дней после принятия конституции от сердечного приступа.
В 1907 г. было заключено британо-российское соглашение о разделе Ирана на сферы влияния, согласно которому Иран делился на три части: Северный Иран (русский), Центральный (нейтральный и открытый Германии), Южный (Англия).
На престол в январе 1907 года, после смерти отца, вступил Мухаммед Али-шах. При вступлении на престол он обещал соблюдать конституцию, дарованную его отцом в 1906, чего, однако, не выполнил. 24 июня 1908 г. Мухаммед Али совершил переворот, с помощью Персидской казачьей бригады разогнав меджлис.
В 1908 г. в Иране была обнаружена нефть. В 1908 году в Тебризе началось восстание против власти шаха. В январе 1909 сторонники конституции, поддержанные бахтиарскими ханами, стремившимися к укреплению своего влияния, захватили власть в Исфахане. Началось восстание в Гиляне (в Реште и других городах Гиляна). В Бушире, Бендер-Аббасе и некоторых других городах и районах Ирана к власти пришли противники шаха. 13 июля 1909 повстанцы вступили в Тегеран. 16 июля собрался чрезвычайный национальный совет в составе руководителей федайских и бахтиарских отрядов, бывших министров и депутатов первого меджлиса. Он объявил о низложении Мухаммеда Али и о передаче власти его 11-летнему сыну Ахмаду. Мохаммад Али был вынужден скрыться в российской миссии, а затем уехать в изгнание в Россию.
В конце 1909—1910 годах возобновилась борьба крестьян против помещиков в ряде районов страны. В августе 1910 по приказу правительства полиция и бахтиарские отряды разоружили в Тегеране отряды федаев Саттар-хана.
Бывший шах Мохаммед-Али при поддержке России прибыл в июле 1911 в Иран и попытался снова прийти к власти, высадившись в Астрабаде, и пытался восстановить свою власть, но осенью 1911 его отряды были разбиты.
В 1909 г. в связи с нестабильной политической обстановкой в Персии (Иране) туда были направлены российские войска. В 1911 г. российский контингент в Персии был усилен.
В 1911 в Иран был приглашен американский финансист Морган Шустер, он получил должность финансового советника и главного казначея.
В декабре 1911 иранская полиция и бахтиарские отряды разогнали меджлис, энджомены и федайские отряды.
Накануне Первой мировой войны британское правительство усилило свои позиции в Иране, приобретя в 1914 году контрольный пакет акций Англо-иранской нефтяной компании.
Во время Первой мировой войны Иран был оккупирован Англией и Россией, но остался нейтральным. Тем не менее, на его территории происходили бои между войсками стран Антанты (Российская империя, Британская империя) с одной стороны и войсками Османской империи — с другой.
После войны Иран был принят в Лигу Наций. В 1919 году Иран заключил торговое соглашение с Великобританией, в котором Британия, формально подтверждая независимость Ирана, пыталась установить полный контроль над ним.
В апреле 1920 г. во всём Северном Иране под руководством шейха Мохаммеда Хиабани началось восстание против иранского правительства и поддерживающих его британцев, которое было разгромлено в сентябре этого же года.
17 мая 1920 г. из Баку в Энзели, где находились корабли, уведённые Русской армией из российских портов, направилась Волжско-Каспийская военная флотилия под командованием Федора Раскольникова и Серго Орджоникидзе. 18 мая флотилия выдвинула ультиматум английским войскам, занимающим г. Энзели, по его истечении начались боевые действия, британцы и белогвардейцы отступили и Советская Россия захватила контроль над кораблями.
Отряды дженгалийцев под командованием националиста Мирзы Кучек-хана воспользовались моментом и ими 4 июня 1920 г. был взят г. Решт — столица остана Гилян. 5 июня, после переговоров с советскими представителями, была провозглашена Гилянская Советская республика.
20 сентября 1920 года, захватив уведённый Русской армией флот, правительство РСФСР приняло решение о сворачивании своей военной операции в Иране и приступило к переговорам с шахским правительством. 26 февраля 1921 года был заключён советско-иранский договор о постепенном выводе советских войск. Советские войска начали покидать Гилян с апреля и полностью выведены к 8 сентября 1921 г. В Гилянской республике началась гражданская война. 2 ноября, пользуясь смутой, её заняли войска иранского правительства.

### Шаханшахское Государство Иран
В 1921 году, в разгар смуты и внешней интервенции, иранский офицер Реза-хан с помощью Персидской казачьей бригады с боями занял столицу Тегеран, и был назначен Ахмад-шахом (последним шахом из династии Каджаров) военным губернатором и главнокомандующим, а через некоторое время — военным министром.
В 1923 году Пехлеви был назначен премьер-министром. Используя своё положение и авторитет, он подготовил свержение династии Каджаров; Учредительная ассамблея меджлиса 31 октября 1925 года объявила о низложении Ахмад-шаха Каджара. 12 декабря 1925 года Реза-хан был провозглашён новым шахиншахом Ирана.

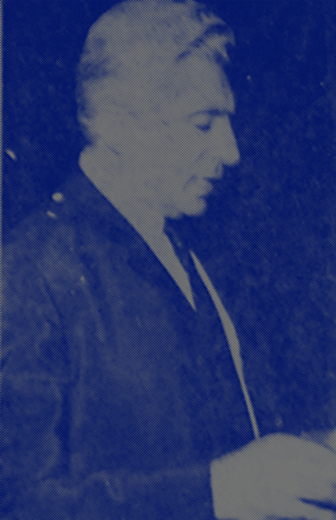
Реза Пехлеви

Реза Пехлеви объявил политику широкомасштабной модернизации и индустриализации, он послал специалистов проходить обучение в Европу и другие страны, решил улучшить инфраструктуру, систему образования, построить железные и автомобильные дороги. Страна стала индустриализироваться и урбанизироваться.
В 1935 году шах потребовал, чтобы иностранные государства стали официально использовать самоназвание государства — Иран, вместо употреблявшегося до того названия Персия.
В 1941 году в ходе Второй мировой войны Реза Пехлеви попытался отказать Великобритании и СССР в размещении их войск на территории Ирана. Но британские и советские войска вторглись в Иран и 25 августа 1941 года оккупировали страну. 16 сентября 1941 года Реза Пехлеви отрекся от престола. Шахом стал его сын Мохаммед Реза Пехлеви. В 1942 году союзники приняли соглашение о суверенитете Ирана. Юго-западная часть Ирана была оккупирована британскими и американскими войсками. США вывели войска к 1 января 1946 года, Великобритания — ко 2 марта 1946 года. Северная часть Ирана (провинции Восточный Азербайджан и Западный Азербайджан) была оккупирована советскими до мая 1946 года. Сталин вывел Красную Армию из Ирана только после начала так называемого Иранского кризиса.

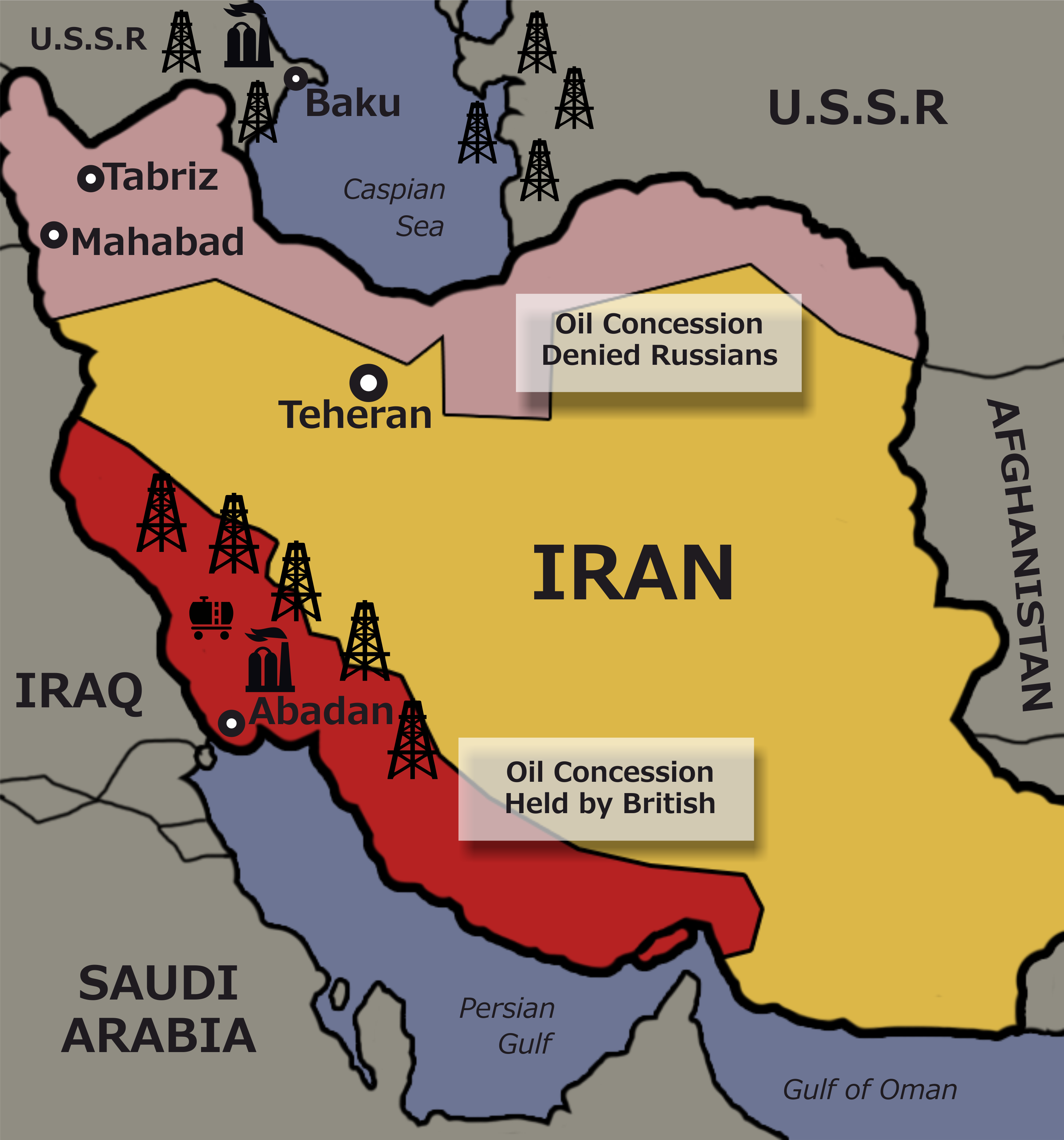
Зоны влияния СССР и Британии в Иране. 1946 год

На территории, занятой советскими войсками, вплоть до их вывода существовали непризнанные государственные образования — Мехабадская Республика (курдская) и Демократическая Республика Азербайджан. После вывода советских войск  иранская и иракская армии жёстко подавили сепаратизм на этих территориях.  
Созданный в 1949 году Национальный фронт во главе с М. Мосаддыком возглавил движение за национализацию нефтяной промышленности. Народные выступления против АИНК (Англо-иранская нефтяная компания) сочетались с массовым движением за мир (в 1950 году организовано Иранское общество сторонников мира). 15 марта 1951 года меджлис принял закон о национализации нефтяной промышленности. 29 апреля 1951 года было сформировано правительство во главе с Мосаддыком.
Произошёл конфликт Ирана с Великобританией и США. Мосаддык выслал всех английских специалистов и советников, а в октябре 1952 года разорвал с Великобританией дипломатические отношения. Реформы Мосаддыка затронули и сельское хозяйство, в частности была упразднена старая феодальная система в деревне. В ответ США и Великобритания объявили бойкот иранской нефти и начали готовить переворот в стране. 4 апреля 1953 года директор ЦРУ выделил 1 миллион долларов на свержение Мосаддыка. В Иране тем временем начали сносить памятники шаху, сам шах бежал из страны сначала в Багдад, а затем в Рим. 19 августа 1953 года Мосаддык был свергнут, к власти пришёл генерал Фазлолла Захеди, который вернул нефтяные концессии США и Великобритании и восстановил с ними дипломатические отношения.
На референдуме 26 января 1963 года получили всенародное одобрение шесть пунктов экономических и социальных реформ. Десятки миллиардов нефтедолларов вкладывались в престижные проекты социально-экономического переустройства общества. Была проведена аграрная реформа, наделившая крестьян землёй. В политической сфере установилась фактически двухпартийная система, в которой конкурировали две прошахские партии: правящая Иране новин и лояльно-оппозиционная Мардом.
«Белая революция» (серия реформ сверху для предотвращения революции снизу) была обусловлена как внутренними потребностями модернизации страны, так и требованиями США. Поскольку большая часть господствующего класса, связанная с полуфеодальным землевладением, не желала перемен, шах распустил Меджлис и проводил реформы своими декретами. В 1975 году в Иране был установлен авторитарный однопартийный режим Растахиз, недовольных преследовала тайная полиция САВАК.
Темпы модернизации страны были слишком быстрыми, реформы недостаточно учитывали национально-религиозную специфику, а потому натолкнулись на слишком серьёзное сопротивление — культурно-цивилизационную реакцию традиционного иранского общества, возглавленную шиитским духовенством. «Белая революция» закончилась реакцией в виде Исламской революции в 1979 году.

## Исламская республика

Исламская республика Иран

16 января 1979 года шах Мохаммед Пехлеви бежал из Ирана вместе с семьёй. 1 февраля в Тегеран при большом энтузиазме народа вернулся видный шиитский богослов, бывший в опале во время правления шахского режима и изгнанный из страны — идеолог революции, аятолла Рухолла Хомейни.
11 февраля вооружённые силы (в том числе шахская гвардия) прекратили сопротивление. Последнюю попытку остановить революцию вооружённым путём предпринял шахский генерал Абдол Али Бадреи и был убит в перестрелке. Было создано Временное правительство Ирана во главе с Мехди Базарганом, взявшее власть в свои руки до принятия конституции. Была упразднена монархия, на референдуме 31 марта 98 % граждан Ирана высказались за построение в Иране исламской республики. Первая иранская конституция была принята в декабре 1979 года.
Режим исламской республики с самого начала характеризовался жёсткой теократией. Это вызывало массовые протесты, жёстко подавлявшиеся стражами исламской революции под командованием Аббаса Дуздузани, Мустафы Чамрана, Мохсена Резайи и исламскими революционными судами под председательством Садека Хальхали. Уже 15 февраля 1979 были казнены четверо шахских генералов, считавшихся потенциально способными возглавить военное сопротивление — Манучехр Хосроудад, Мехди Рахими, Реза Наджи, Нематолла Насири. В следующие месяцы были казнены генералы Надер Джаханбани, Хасан Пакраван, Насер Могадам, Амир Хосейн Рабии, Али Нешат, бывший премьер-министр Ирана Амир Аббас Ховейда, бывший министр иностранных дел Аббас-Али Халатбари, бывший глава национального телерадио Махмуд Джафариан, бывший мэр Тегерана Голям Реза Никпей. Репрессиям вплоть до смертной казни подверглись тысячи реальных и предполагаемых противников хомейнистского режима. В 1982—1983 подверглась разгрому партия иранских коммунистов, несмотря на лояльность Туде к властям исламской республики. Лидеры Туде во главе с Нуреддином Киянури признали под пытками обвинение в шпионаже в пользу СССР и планировании государственного переворота, выступили с публичными покаяниями, после чего получили приговоры к смертной казни и длительным срокам заключения.
Однако власти длительное время не могли подавить вооружённого подполья и террористического сопротивления. Наиболее активны в вооружённой антиклерикальной борьбе были организации ОМИН (лидер Масуд Раджави) и Форкан (лидер Акбар Гударзи). В эмиграции сторонники шаха во главе с шахский генералом Голямом Али Овейси создали Иранское движение сопротивления, Армию освобождения Ирана. Бывший шахский премьер Али Амини возглавил Фронт освобождения Ирана. Шахский генерал Бахрам Арьяна возглавил монархическую вооружённую организацию Азадеган. Последний шахский премьер Шапур Бахтияр создал Национальное движение сопротивления Ирана с военным крылом. Близ границ Ирана в Ираке и Турции были созданы базы антихомейнистских вооружённых формирований, внутри страны действовало вооружённое монархическое подполье. Крупной его акцией был мятеж, известный как Переворот Ноже. Боевики Азадеган под командованием шахского адмирала Камаля Хабиболлахи в августе 1981 совершили дерзкую акцию захвата иранского ракетного катера. Финансирование монархистов привлекали через свои международные связи бывший шахский министр иностранных дел и посол в США Ардешир Захеди и последний шахский премьер Шапур Бахтияр.
4 ноября 1979 радикально настроенные студенты захватили посольство США в Тегеране, взяв в заложники 52 его сотрудника. В обмен на освобождение дипломатов Иран потребовал выдачи шаха, который скрылся в Соединённых Штатах. Министр иностранных дел Садек Готбзаде, пытавшийся урегулировать ситуацию, впоследствии был обвинён в заговоре против Хомейни и расстрелян. США не выдали шаха, наложили на Иран санкции, большинство из которых действуют по сей день, а 24 апреля 1980 года попытались освободить своими силами, потерпев крах. В июне 1980 шах скончался. В день вступления в должность Рональда Рейгана заложники были освобождены при посредничестве президента Алжира.
17 сентября 1980 президент Ирака Саддам Хусейн предъявил Ирану территориальные претензии относительно богатой нефтью территории Хузестана к востоку от реки Арвандруд. Иракские войска форсировали пограничную реку 22 сентября и перешли в наступление. Так началась ирано-иракская война. Она завершилась в 1988 г. без убедительной победы одной из сторон, хотя обе заявили о своем военном триумфе. Экономический ущерб от боевых действий для Ирака и Ирана оценивался в 350 млрд долларов.
За 8 лет войны потери Ирана по разным оценкам составили вплоть до 900 тыс. человек. Большинство приграничных с Ираком городов густонаселённого Хузестана оказались разорены. Была сильно повреждена инфраструктура нефтяной промышленности. Война обошлась Ирану в 500 млрд долларов США, но при этом с самого начала войны рост ВВП не прекращался и по её окончании продолжился ещё быстрей.
В 1997 году президентом Ирана стал Мохаммад Хатами — победил на выборах кандидата консервативных сил Али Акбара Натек-Нури — который провозгласил начало реформ, направленных на построение более демократичного толерантного общества в стране и более терпимых отношений по отношению к странам Запада. При их осуществлении Хатами столкнулся с жесткой оппозицией консерваторов. Совет стражей конституции часто прибегал к своему праву вето в отношении наиболее радикальных законопроектов, разработанных правительством.
В 2003 г. США обвинили Иран в том, что он тайно ведёт работы по созданию ядерного оружия. Ещё в 2002 г. президент США Джордж Буш причислил Иран к странам «оси зла», которые финансируют террористов (Иран финансирует террористическую организацию Хезболла в Ливане) и стремятся завладеть ядерным оружием. США пытаются добиться международной изоляции Ирана, чтобы не допустить создания этой страной ядерной бомбы. Однако усилия США наталкиваются на противодействие со стороны Франции, Германии и Великобритании, а также России, связанной с Ираном контрактами на поставку военной техники и строительство АЭС в Бушере.
В 2005 г. президентом Ирана стал Махмуд Ахмадинежад. На посту президента Ахмадинежад свернул некоторые либеральные реформы, имевшие место при его предшественниках Хатами и Рафсанджани. В частности по его инициативе была проведена «чистка» в высших учебных заведениях. Была начата крупная энергетическая реформа: были введены квоты на продажу бензина населению, ускорилось развитие ядерной программы.
Во внешней политике Ахмадинежад придерживался консервативных взглядов. Он жёстко критиковал администрацию Буша и выступал за усиление связей Ирана с Россией и арабским миром.
В июне 2009 года в Иране прошли очередные президентские выборы. В них участвовали 4 кандидата: Мир-Хосейн Мусави, Мехди Карруби, Мохсен Резайи и действовавший президент Махмуд Ахмадинежад. Основная борьба развернулась между президентом-консерватором и реформатором Мир-Хосейном Мусави. Победу в первом туре с 62,6 % голосов одержал Ахмадинежад.
Оппозиция отказалась признавать официальные итоги выборов. В Тегеране и других городах Ирана начались демонстрации и столкновения с полицией. Активизировалось и сопротивление вооружённого подполья, от социалистического (ОМИН) до монархического (Тондар).Члены некоторых оппозиционных партий были арестованы, состоялись политические процессы, было вынесено несколько смертных приговоров.